# Pressignac
Pour les articles homonymes, voir Pressignac (homonymie).
Pressignac est une commune française située dans le département de la Charente (région Nouvelle-Aquitaine). Le village se situe en Charente limousine, sur les premiers contreforts du Massif central et il est limitrophe de la Haute-Vienne.
Ses habitants sont appelés les Pressignacois et les Pressignacoises.

## Géographie

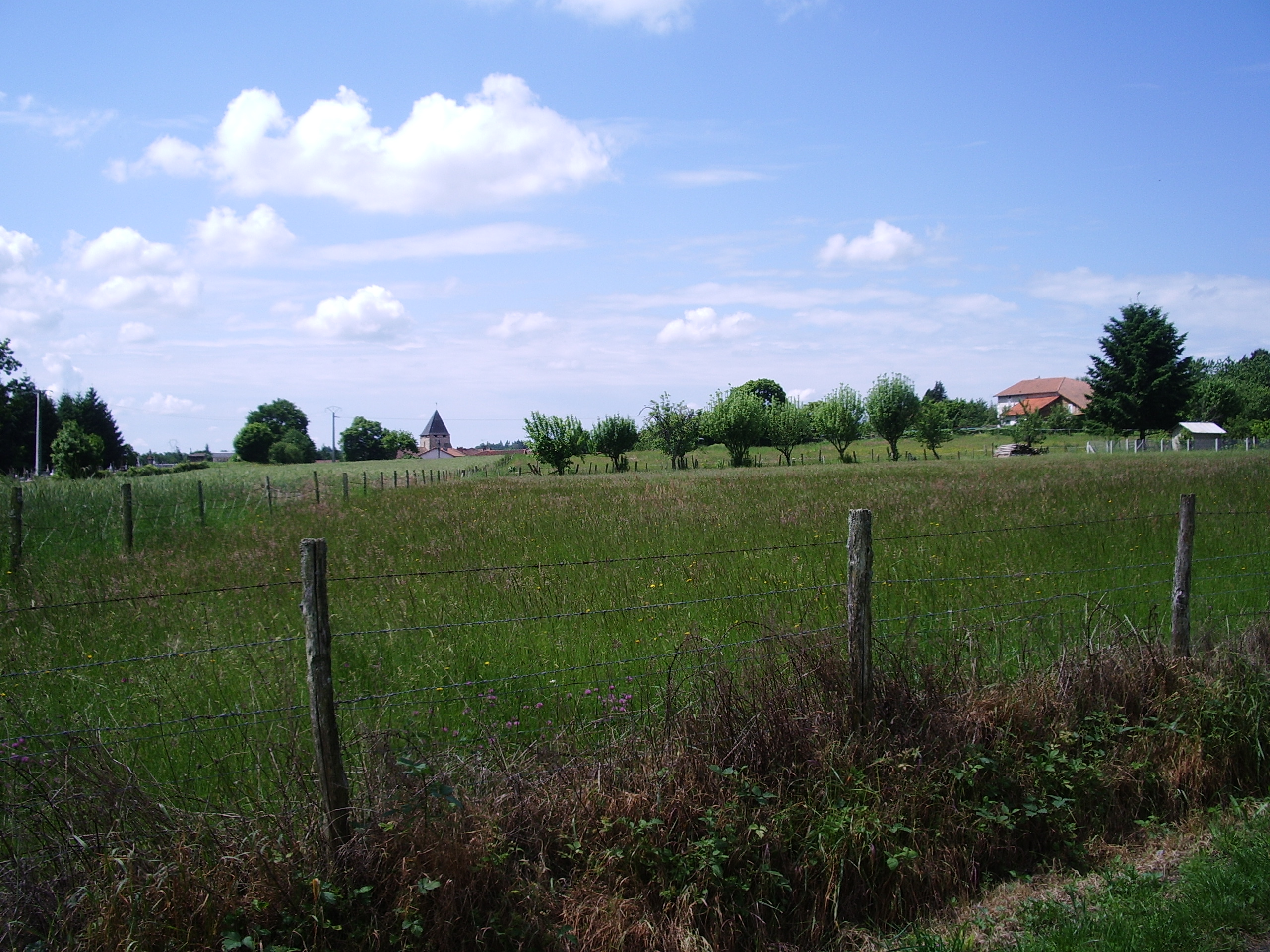
Clocher de Pressignac au loin.

La commune de Pressignac est une commune de la Charente limousine, limitrophe de la Haute-Vienne. Elle est une des plus importantes du canton de Charente-Vienne par sa superficie. Elle est à peu près deux fois plus grande que la moyenne des communes françaises (1488 hectares). C'est une contrée d'élevage, arrosée par de nombreux cours d'eau. La commune appartient aux deux bassins de la Vienne et de la Charente, et la ligne de partage de ces deux bassins parcourt tout le sud de la commune, à l'altitude moyenne de 250 mètres.

### Localisation et accès
| \| Position de Pressignac en Charente. · Pressignac \| Position de Pressignac en Charente. |
| Position de Pressignac en Charente. · Pressignac                                           |

Le bourg de Pressignac, à 6 km au sud de Chabanais, 22 km de Confolens et 50 km au nord-est d'Angoulême, est construit au sommet d'une haute colline dominant la vallée de la Grêne.
Pressignac est aussi à 6 km à l'ouest de Rochechouart, et 40 km à l'ouest de Limoges.
Autrefois difficile d'accès, la commune est aujourd'hui à proximité de la route Centre-Europe Atlantique, de l'autoroute A 20 la reliant à Paris et Toulouse via Limoges, et du TGV Atlantique qui, par la gare d'Angoulême, permet de relier Bordeaux et Paris. La N 141, maillon de la route Centre-Europe Atlantique entre Angoulême et Limoges, passe à 6 km au nord du bourg, à Chabanais.
La commune elle-même est desservie par des routes de moindre importance, comme la D 160 et la D 161 qui se croisent au bourg.
La gare la plus proche est celle de Chabanais, desservie par des TER à destination d'Angoulême et de Limoges.

### Hameaux et lieux-dits

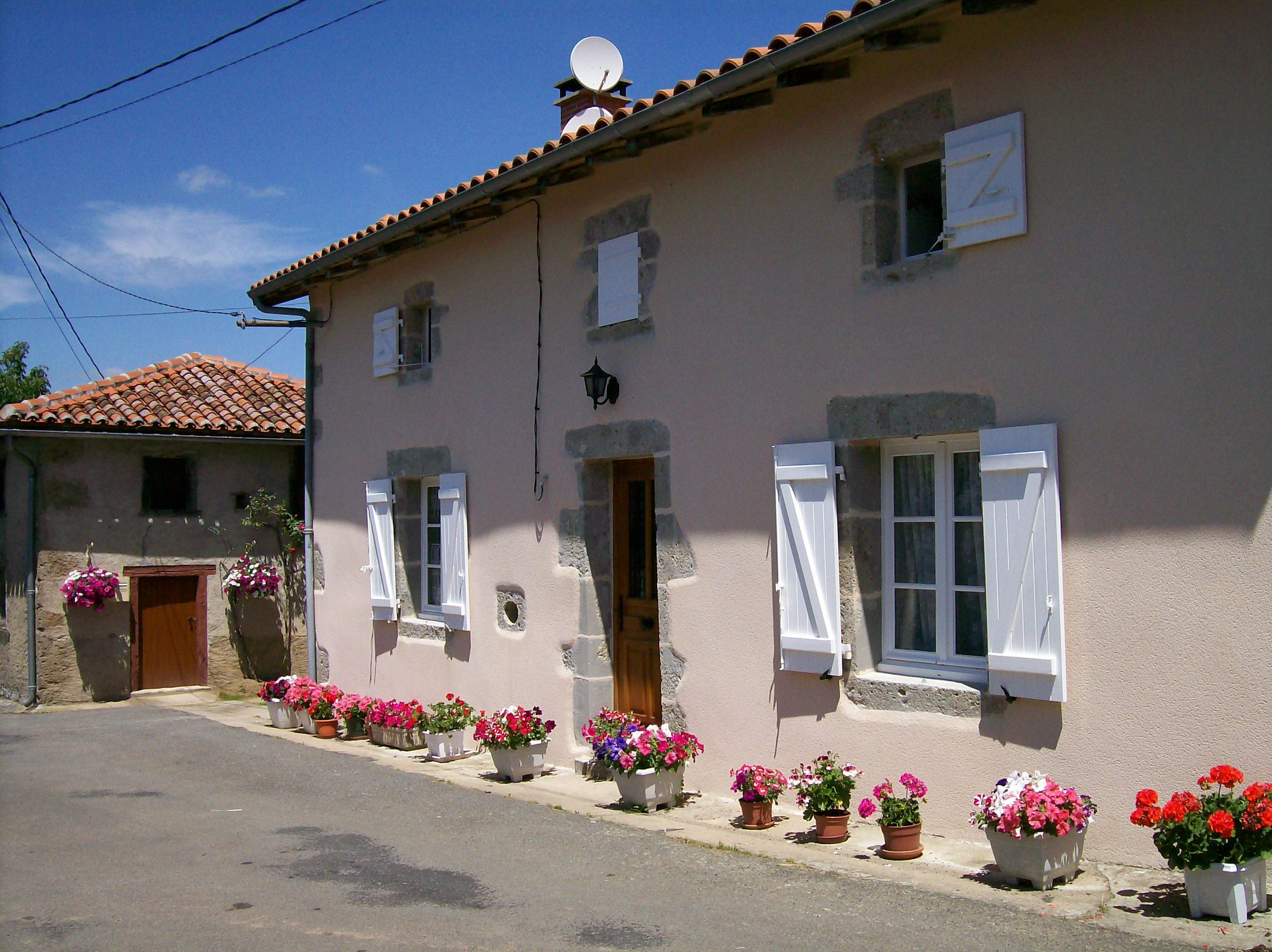
Entrée du hameau de Chez Martin.

La commune présente un habitat très dispersé en dehors du bourg. Une trentaine de hameaux plus ou moins gros parsèment le territoire : Chez Bandes, Bonétève, Bors, le Bouchet, le Bournet, le Château Banal, la Chauffie, la Croix, les Fayolles, Fontceverane, Fougeras, la Gardette, les Gouttes, le Grand Bois, le Grand Chalais, la Guerlie, la Guierce, la Judie, Magniéras, Mandat, Chez Mariaud, Chez Martin, la Martinie, le Mas du Baud, Chez le Mineur, Pers, le Petit Chalais, Puymis, Valette, Veilleraud, Vouéras.

### Communes limitrophes
- en Charente : Chassenon (à 3,2 km à vol d'oiseau), Saint-Quentin-sur-Charente (3,9 km), Chabanais (3,9 km), Verneuil (Charente) (6,1 km), Lésignac-Durand (8 km), Massignac (8,5 km).
- dans la Haute-Vienne : Videix (5,6 km), Rochechouart (6,7 km), Vayres (10,6 km).

Les communes limitrophes sont  Chabanais, Chassenon, Lésignac-Durand, Massignac, Rochechouart, Saint-Quentin-sur-Charente, Vayres, Verneuil et Videix.
| Saint-Quentin-sur-Charente | Chabanais             | Chassenon                   |
| Lésignac-Durand            | Pressignac            | Rochechouart (Haute-Vienne) |
| Massignac, Verneuil        | Videix (Haute-Vienne) | Vayres (Haute-Vienne)       |

### Relief
La commune de Pressignac présente un point culminant d'une altitude de 281 mètres au lieu-dit du Petit Chêne, non loin de Mandat. Le point le plus bas est à 163 m d'altitude, en limite nord de la commune sur la Grêne. Le relief typique des contreforts du Massif central présente des plateaux vallonnés entaillés par les vallées de la Charente et de la Grêne.

### Géologie

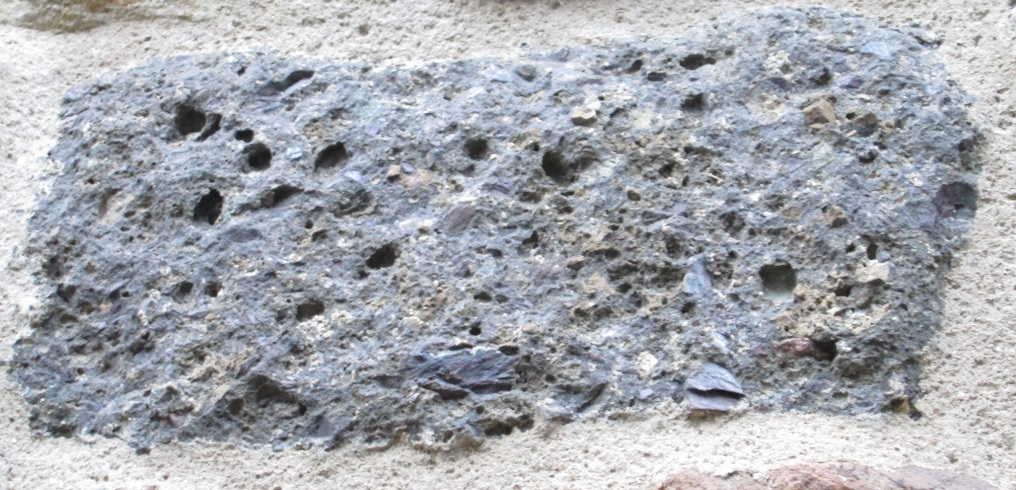
Impactite (astroblème de Rochechouart-Chassenon)

Comme toute la partie nord-est du département de la Charente qu'on appelle la Charente limousine, la commune se trouve sur le plateau du Limousin, partie occidentale du Massif central, composé de roches cristallines et métamorphiques, relique de la chaîne hercynienne.
Elle se situe aussi dans l'emprise d'un cratère météoritique, formé il y a environ 200 millions d'années, l'astroblème de Rochechouart-Chassenon.
La moitié occidentale de la commune est occupée par du granit, du gneiss et un peu de diorite, ainsi que des arènes argilo-sableuses sur les sommets. La moitié orientale de la commune est couverte de brèche issue de la météorite,,.
En 2008, le lieu-dit de la Judie a été protégé en vue d'être de nouveau labellisé European Geopark par l'Unesco. Il l'a été sous l’appellation Astroblème-Châtaigneraie limousine d'octobre 2004 à juin 2006 et fait désormais partie de la Réserve naturelle nationale de l’astroblème de Rochechouart-Chassenon,. En effet, des mesures de gravité et des calculs ont permis de le déterminer comme le centre exact de l'impact de la météorite, qui a formé un cratère de 20 km de diamètre.

### Hydrographie

#### Réseau hydrographique

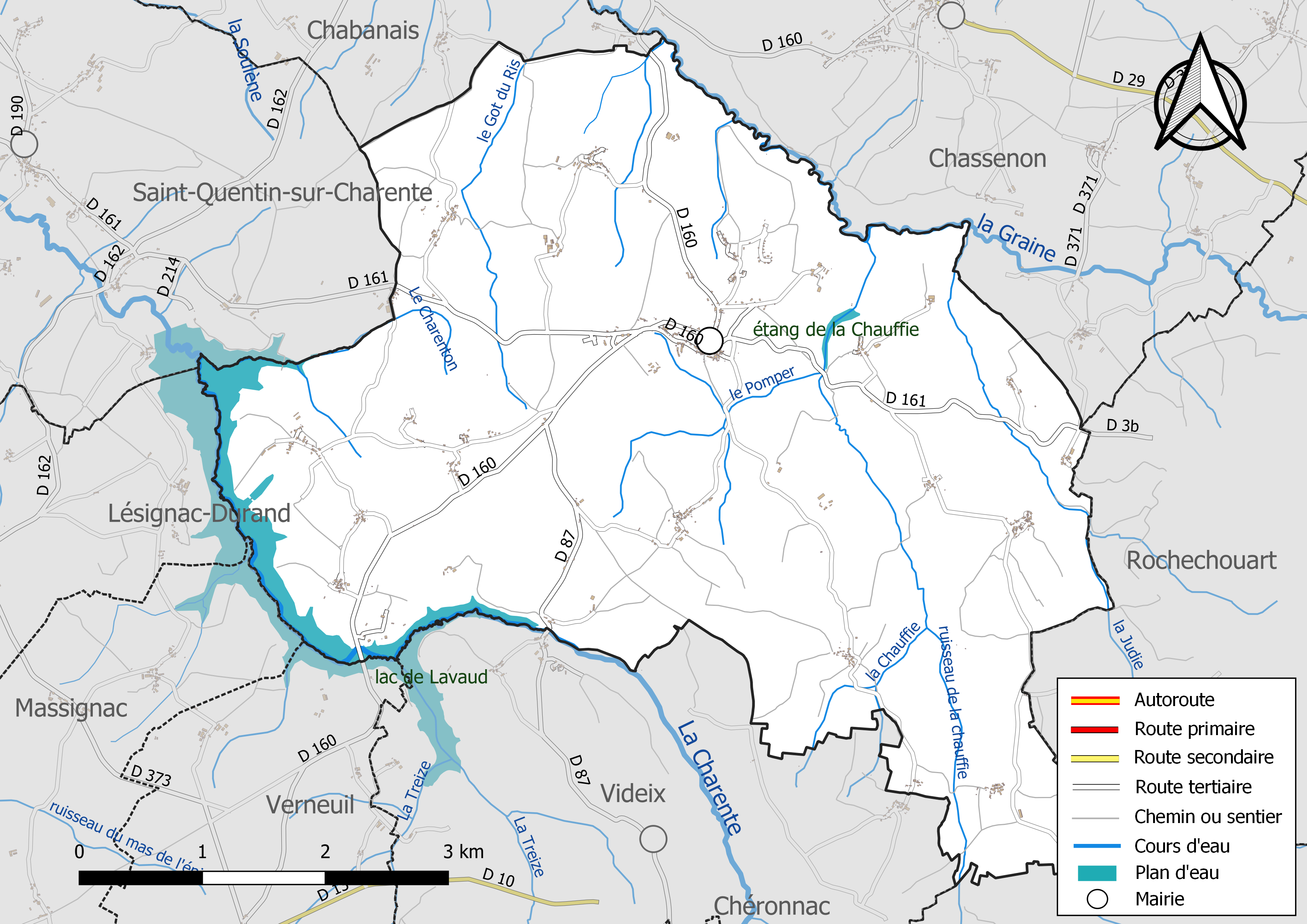
Réseaux hydrographique et routier de Pressignac.

La commune est située pour partie dans le bassin versant de la Charente au sein du Bassin Adour-Garonne et pour partie dans  la région hydrographique de « la Loire de la Vienne (c) à la Maine (nc) », une partie du Bassin de la Loire, au sein  du Bassin Loire-Bretagne. Elle est drainée par la Charente, la Graine, la Chauffie, la Judie, le Charenton, le Got du Ris, le Pomper et par divers petits cours d'eau, qui constituent un réseau hydrographique de 27 km de longueur totale,.
- La Charente: la commune est bordée au sud-ouest par le fleuve Charente sous la forme d'une retenue d'eau établie par le barrage de Lavaud (plage de la Guerlie).
- La Grêne : ruisseau se jetant dans la Vienne à Chabanais, il détermine la limite de la commune au nord-est avec Chassenon. Deux écluses jalonnent son cours à l'emplacement des anciens moulins de Labit et de la Soutière. De petits ruisseaux se jettent dans la Grêne : le Got du Ris qui prend sa source vers Puymis, les ruisseaux de Pomper et de Mandat qui se rejoignent au niveau de l'étang de la Chauffie, et le ruisseau de la Judie.

#### Gestion des eaux
Le territoire communal est couvert par les schémas d'aménagement et de gestion des eaux (SAGE) « Charente » et « Vienne ». Le SAGE « Charente», dont le territoire correspond au bassin de la Charente, d'une superficie de 9 300 km2, a été approuvé le 19 novembre 2019. La structure porteuse de l'élaboration et de la mise en œuvre est l'établissement public territorial de bassin Charente. Ils définissent chacun sur leur territoire les objectifs généraux d’utilisation, de mise en valeur et de protection quantitative et qualitative des ressources en eau superficielle et souterraine, en respect des objectifs de qualité définis dans le troisième SDAGE  du Bassin Adour-Garonne qui couvre la période 2022-2027, approuvé le 10 mars 2022.Le SAGE « Vienne», dont le territoire correspond au bassin du bassin de la Vienne, d'une superficie de 7 060 km2, a été approuvé le 1er juin 2006. La structure porteuse de l'élaboration et de la mise en œuvre est l'établissement public territorial de bassin Vienne. Il est quant à lui une déclinaison du SDAGE  du Bassin Loire-Bretagne qui couvre la période 2022-2027, approuvé le 18 mars 2022.

### Climat
Le climat est océanique aquitain dégradé, à nuances montagnardes et continentales. C'est celui de la Charente limousine, plus humide et plus frais que celui du reste du département.
| Ville             | Ensoleillement · (h/an) | Pluie · (mm/an) | Neige · (j/an) | Orage · (j/an) | Brouillard · (j/an) |
| ----------------- | ----------------------- | --------------- | -------------- | -------------- | ------------------- |
| Médiane nationale | 1 852                   | 835             | 16             | 25             | 50                  |
| Pressignac        | 1974                    | 1023            | 18             | 23             | 85                  |
| Paris             | 1 717                   | 634             | 13             | 20             | 26                  |
| Nice              | 2 760                   | 791             | 1              | 28             | 2                   |
| Strasbourg        | 1 747                   | 636             | 26             | 28             | 69                  |
| Brest             | 1 555                   | 1 230           | 6              | 12             | 78                  |
| Bordeaux          | 2 070                   | 987             | 3              | 32             | 78                  |

## Toponymie
Les formes anciennes sont Presinhaco (1280, graphie occitane latinisée), Prasinhaco, Pressinhec au XIIIe siècle.
L'origine du nom de Pressignac remonterait à un nom de personne gallo-romain Priscinus ou Priscinius auquel est apposé le suffixe -acum, d'origine gauloise, caractéristique de la propriété à l'époque gallo-romaine, ce qui correspondrait à Prisciniacum, « domaine de Priscinius ». Il y a homonymie étymologique avec Pressigny de langue d'oïl.

### Dialecte
La commune est dans la partie occitane de la Charente qui en occupe le tiers oriental, et le dialecte est limousin.
Elle se nomme Pressinhac en occitan.

## Histoire

### La météorite
Il y a 200 millions d'années, un astéroïde d'un kilomètre et demi de diamètre percuta la Terre entre les hameaux actuels de la Judie, Valette et Babaudus. L'impact laissa un cratère de 21 kilomètres de diamètre aujourd'hui disparu. Les roches du sous-sol furent modifiées sur plus de 5 kilomètres de profondeur. Les roches résultant de ce cataclysme aux alentours de Pressignac sont uniques en leurs genres : fracturées, fondues, remuées, on les appelle des brèches d'impact. Ces roches particulières ont été utilisées pour la construction des monuments et des maisons de la commune.

### Le Néolithique
Le territoire communal est habité très tôt, sans doute dès le Néolithique, comme le prouvent les nombreuses haches et pointes de flèches retrouvées ici et là, en particulier autour du Camp de César. Un polissoir à silex, d'un volume d'un mètre cube, a également été découvert en 1899 au Moulin Paute.

### Protohistoire
La civilisation de Hallstatt, pendant l'âge du fer, utilise une route venant de Narbonne et se dirigeant vers Nantes et la Bretagne. Cette ancienne route traverse le territoire communal de Pressignac, passant par Mandat, le Bost de la Herse, la Motte, la Négrerie et le bois des Besses, et longeant deux édifices datant de cette époque :
Le tumulus de la Motte, appelé aussi tumulus du Bonéthève, est un tertre d'environ 13 mètres de diamètre et de 1,5 mètre de hauteur au milieu des bois. Il fut fouillé en 1881 par Louis Armand de Préville et l'abbé Arbellot et livra des cendres, une urne funéraire en forme de vase (conservée au musée archéologique d'Angoulême), un os et une molaire de cheval et une pièce de fer interprétée comme étant un morceau de mors de cheval (conservé à la Société archéologique et historique de la Charente). Datant de 500 av. J.-C., il s'agirait de la tombe d'un important cavalier, incinéré avec son cheval.
Le camp de César, sur la colline du Petit Chêne, entre Bors et Mandat, est un carré d'environ 100 mètres de côté, entouré sur trois côtés d'un talus de presque trois mètres de large et un mètre de haut. Malgré son nom, ce n'était pas un camp romain (même si l'on peut penser que les Romains l'ont réutilisé). Une hypothèse est que ce camp devait être une sorte de caravansérail, étape sur cette route marchande de l'âge du fer. Les haches néolithiques trouvées en nombre aux alentours pourraient également faire penser à une occupation de ce lieu préhistorique. Ce terrain servit aussi beaucoup plus tard, peu avant la guerre de 1870, comme terrain de manœuvres militaires.
La voie d'Agrippa, ancienne voie romaine de Saintes à Lyon par Limoges et Chassenon traverse le nord de la commune entre Puymis et le moulin de la Soutière. En 1844, Jean-Hippolyte Michon disait que la chaussée près de Puymis était faite « de petits pavés en silex »,.

### Le trésor de la Guierce
En 1849, un trésor fut découvert dans un champ, près du village de la Guierce. Il avait été enfoui par un riche gallo-romain, vers 275 après Jésus-Christ, sous la menace d’une invasion. Ce trésor comprenait de la vaisselle, des vases, des bijoux, des monnaies de bronze, d’or et d’argent, et surtout un splendide vase en émail champlevé. Les historiens le savaient, mais ignoraient ce qu’il était devenu. Or, récemment, des personnes originaires de Pressignac, eurent la surprise de voir dans une vitrine du musée Dobrée de Nantes, des bijoux en or et en argent provenant du trésor de la Guierce. Quant au vase en émail champlevé, d’une inestimable valeur, il se trouve au Metropolitan Museum of Art de New York. Le reste a disparu. Depuis 2011, à l’initiative des Amis de Chassenon, une reproduction du vase est visible dans une vitrine du pavillon d'accueil de Cassinomagus.

### Ancien Régime
Sous l'Ancien Régime, la paroisse faisait partie du diocèse de Limoges et du comté d'Angoulême. Au XVIIIe siècle, elle était, comme Angoulême, dans la généralité de Limoges.
La Chauffie est un fief noble mouvant attesté depuis le XIIe siècle. On y devine encore les vestiges de l'ancien château féodal. Il était le siège d'une des quatre grandes seigneuries dépendant de la principauté de Chabanais et qui appartenait à la famille de Rochechouart.

### L'après-guerre

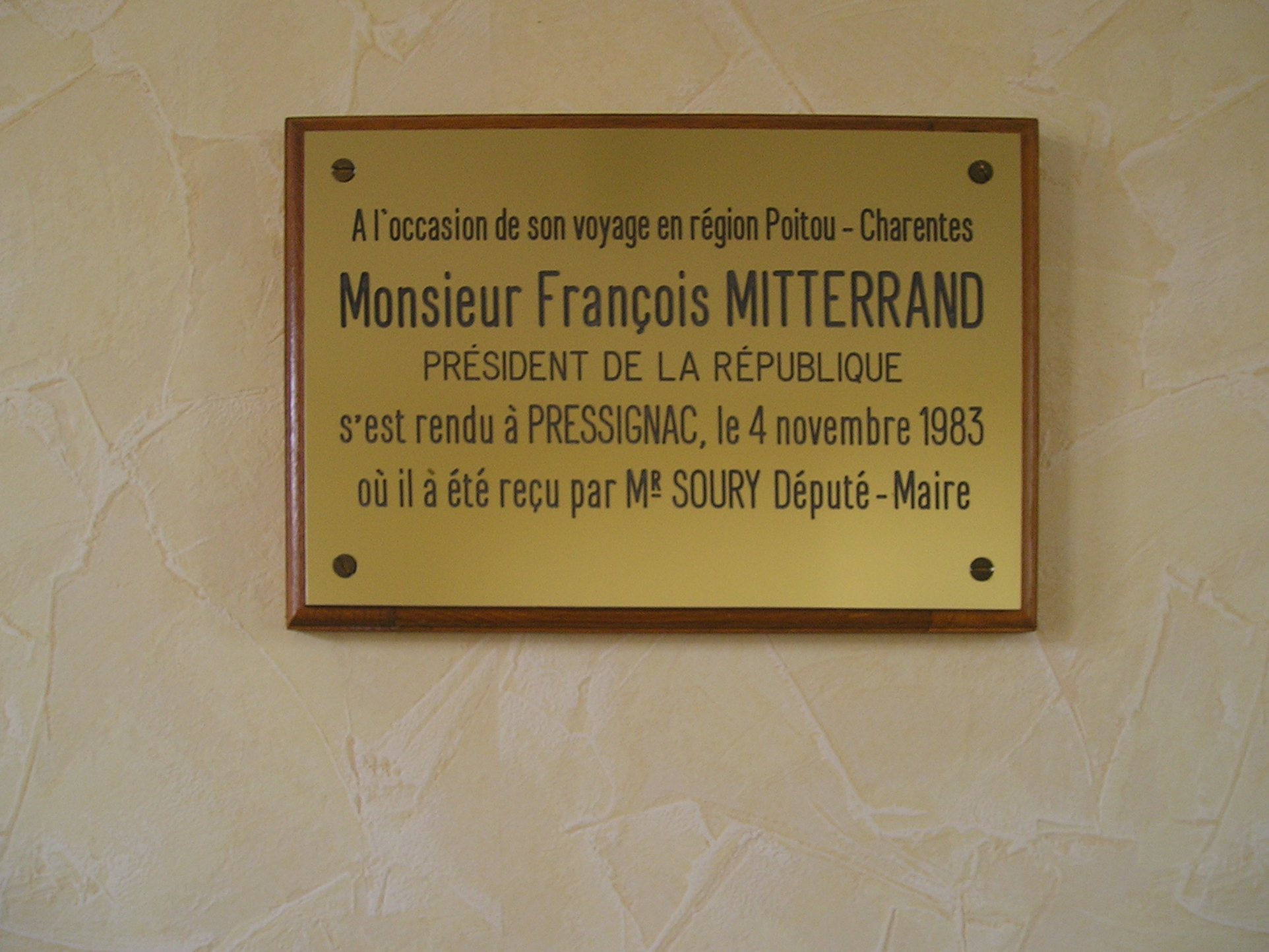
Plaque commémorant le passage de François Mitterrand à Pressignac.

Comme le souligne une plaque commémorative à la mairie, le président de la république François Mitterrand est passé à Pressignac en 1983 à l'occasion d'un voyage dans la région et sur l'invitation du député maire communiste André Soury.
Cette même année, un avion transportant de la drogue fit un atterrissage forcé dans un champ proche du Camp de César qui servit de cache pour la marchandise.
Le tour de France cycliste a traversé la commune de Pressignac en 1987 lors de la 11e étape du 11 juillet (Futuroscope-Chaumeil). Les villageois ont ainsi pu apercevoir le maillot jaune Charly Mottet et le peloton traverser le bourg à vive allure.

## Politique et administration

### Municipalité
| Période | Période  | Identité                                     | Étiquette    | Qualité                                                                                           |
| ------- | -------- | -------------------------------------------- | ------------ | ------------------------------------------------------------------------------------------------- |
| 1790    | 1790     | François Dupont de la Serve                  |              | Bourgeois                                                                                         |
| 1790    | 1790     | Jean Soulat                                  |              | Propriétaire cultivateur                                                                          |
| 1790    | 1791     | Arnaud Bigaud                                |              | Propriétaire                                                                                      |
| 1791    | 1793     | Jean-Baptiste Vidaud                         |              | Fermier                                                                                           |
| 1793    | 1813     | François Pichon                              |              | Propriétaire                                                                                      |
| 1813    | 1840     | Pierre Barrier Sainte-Marthe                 |              | Propriétaire agriculteur                                                                          |
| 1840    | 1849     | Jean-Baptiste Augustin Barrier Sainte-Marthe |              | Propriétaire                                                                                      |
| 1849    | 1870     | Pierre Couraud                               |              | Propriétaire                                                                                      |
| 1870    | 1871     | Léonard Forestier                            |              | Propriétaire                                                                                      |
| 1871    | 1878     | Pierre Couraud                               |              | Propriétaire                                                                                      |
| 1878    | 1884     | Pierre Vigier                                | Républicain  | Propriétaire cultivateur                                                                          |
| 1884    | 1919     | Antoine Dumas                                | Conservateur | Propriétaire                                                                                      |
| 1919    | 1944     | Octave Faubert                               | Républicain  | Entrepreneur                                                                                      |
| 1944    | 1945     | Henri Vigier                                 |              | Facteur-cultivateur                                                                               |
| 1945    | 1947     | François Boulesteix                          |              | Cantonnier                                                                                        |
| 1947    | 1959     | François Blanchon                            |              | Cultivateur                                                                                       |
| 1959    | 1977     | Marcel Quichaud                              |              | Cultivateur                                                                                       |
| 1977    | 1999     | André Soury                                  | PCF          | Cultivateur Conseiller général du canton de Chabanais (1976-2001) Député (1956-1958 et 1978-1986) |
| 1999    | 2002     | Jean-Sylvain Boutinaud                       | DG           | Agriculteur                                                                                       |
| 2003    | 2020     | Maurice Faure                                | SE           | Ouvrier papetier retraité                                                                         |
| 2020    | En cours | Francis Beaumatin                            | SE           | Retraité GDF                                                                                      |

### Intercommunalité

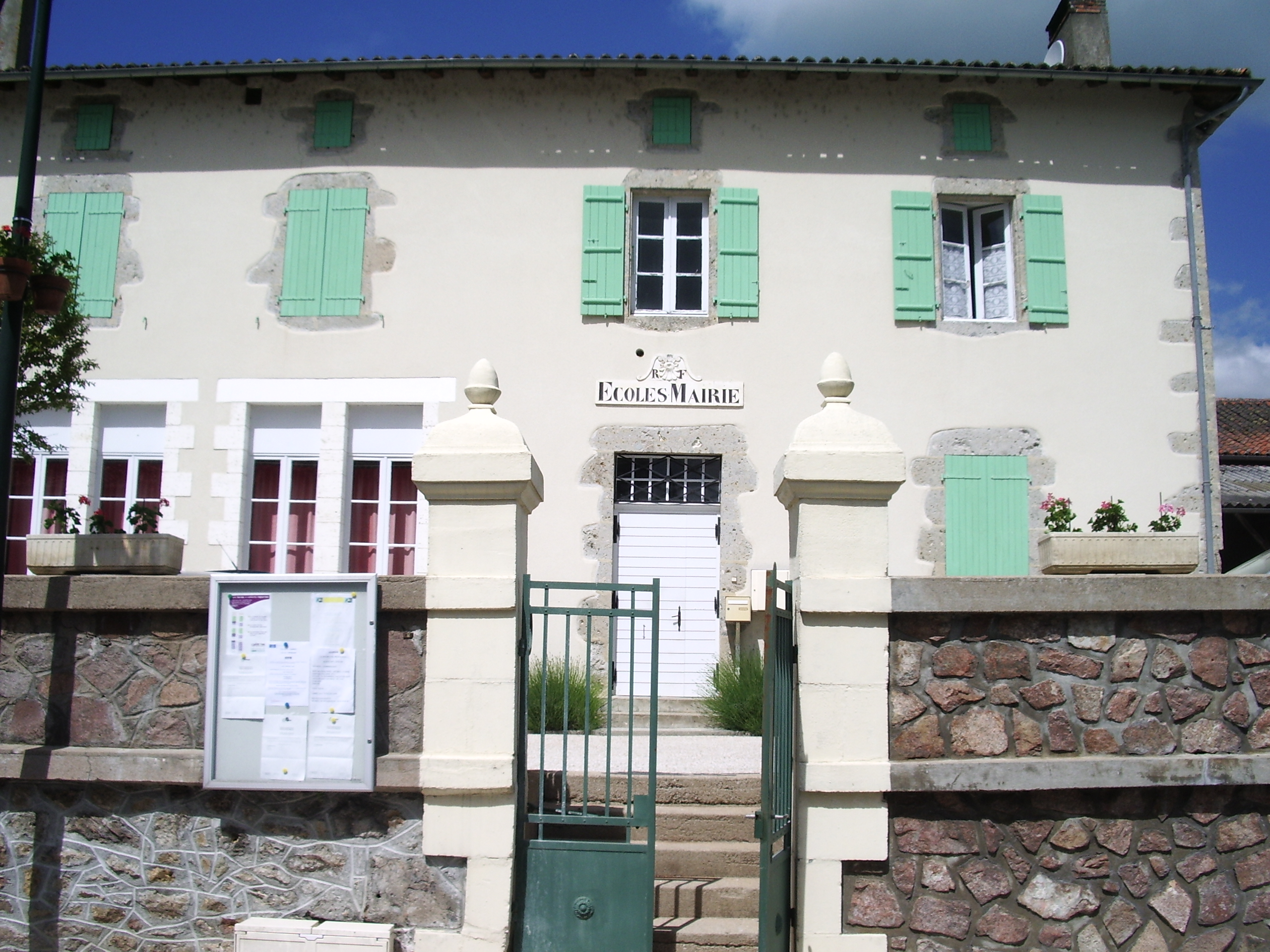
Anciennes écoles de Pressignac.

Pressignac fait partie, avec 57 autres communes de Charente, de la communauté de communes de Charente Limousine.

## Urbanisme

### Typologie
Au 1er janvier 2024, Pressignac est catégorisée commune rurale à habitat très dispersé, selon la nouvelle grille communale de densité à 7 niveaux définie par l'Insee en 2022.
Elle est située hors unité urbaine et hors attraction des villes,.

### Occupation des sols
L'occupation des sols de la commune, telle qu'elle ressort de la base de données européenne d’occupation biophysique des sols Corine Land Cover (CLC), est marquée par l'importance des territoires agricoles (65,7 % en 2018), une proportion identique à celle de 1990 (65,7 %). La répartition détaillée en 2018 est la suivante : 
forêts (32 %), prairies (30,8 %), zones agricoles hétérogènes (30,7 %), terres arables (4,2 %), eaux continentales (2,3 %). L'évolution de l’occupation des sols de la commune et de ses infrastructures peut être observée sur les différentes représentations cartographiques du territoire : la carte de Cassini (XVIIIe siècle), la carte d'état-major (1820-1866) et les cartes ou photos aériennes de l'IGN pour la période actuelle (1950 à aujourd'hui).

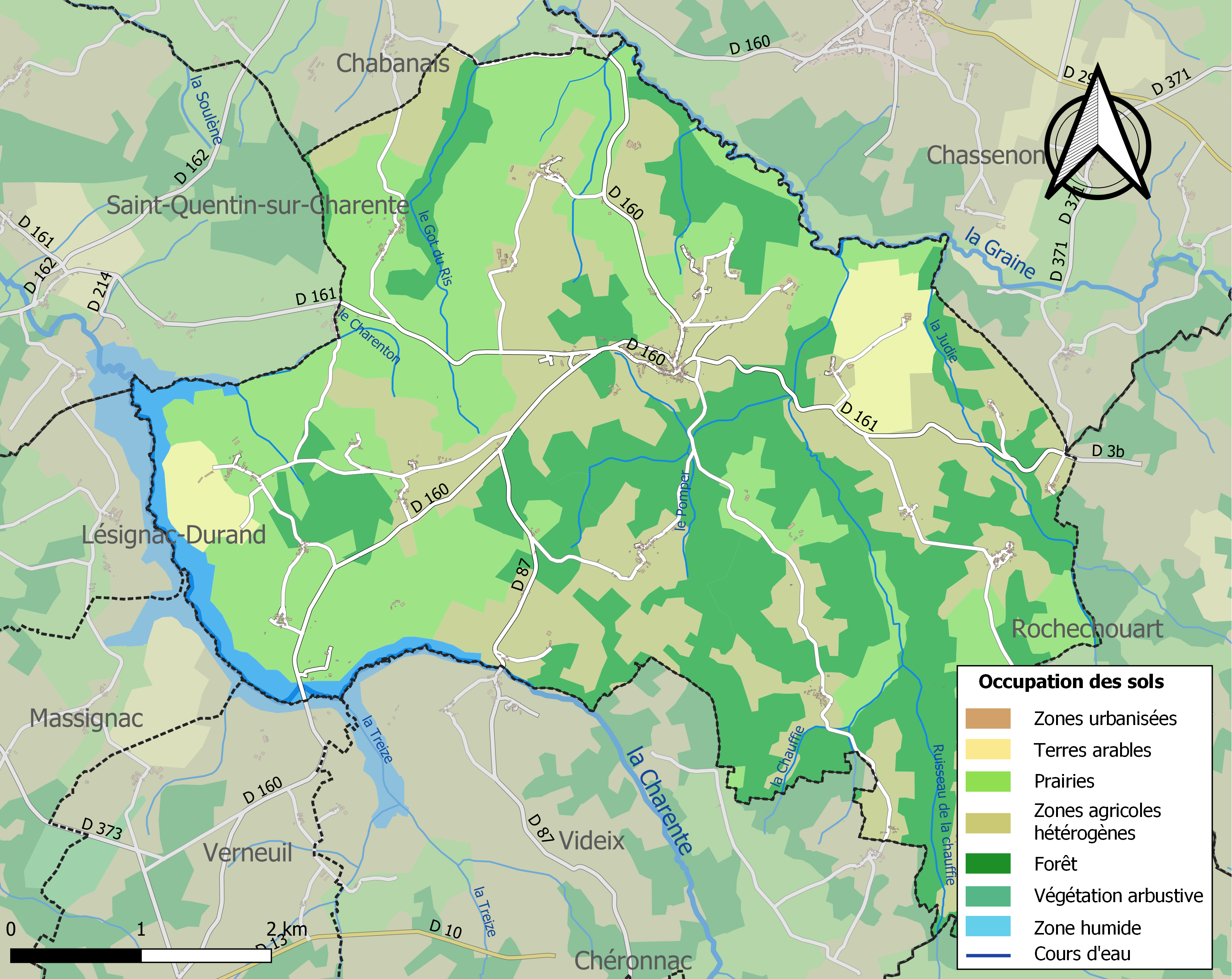
Carte des infrastructures et de l'occupation des sols de la commune en 2018 (CLC).

### Risques majeurs
Le territoire de la commune de Pressignac est vulnérable à différents aléas naturels : météorologiques (tempête, orage, neige, grand froid, canicule ou sécheresse) et séisme (sismicité faible). Il est également exposé à un risque particulier : le risque de radon. Un site publié par le BRGM permet d'évaluer simplement et rapidement les risques d'un bien localisé soit par son adresse soit par le numéro de sa parcelle.

#### Risques naturels

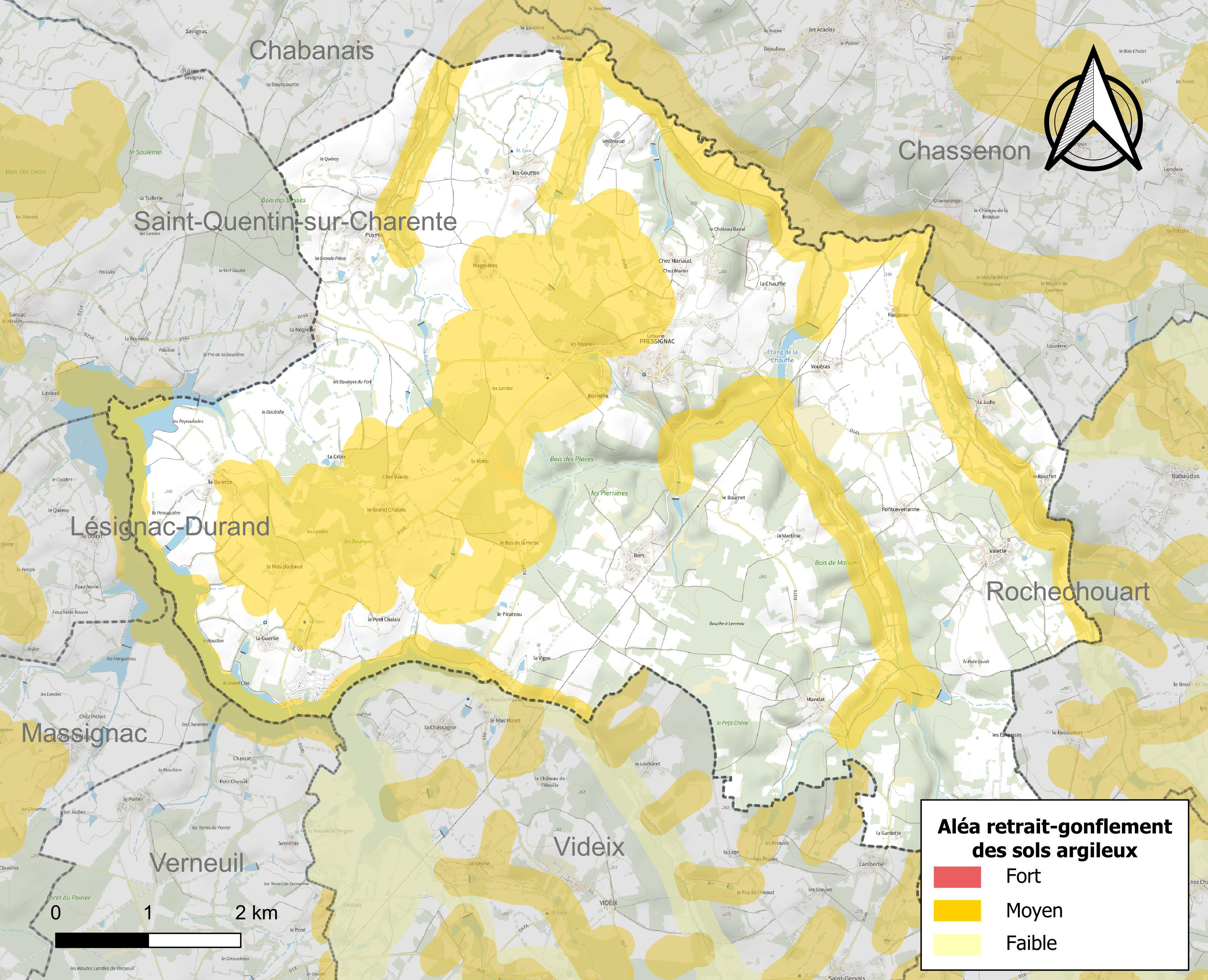
Carte des zones d'aléa retrait-gonflement des sols argileux de Pressignac.

Le retrait-gonflement des sols argileux est susceptible d'engendrer des dommages importants aux bâtiments en cas d’alternance de périodes de sécheresse et de pluie. 34,7 % de la superficie communale est en aléa moyen ou fort (67,4 % au niveau départemental et 48,5 % au niveau national). Sur les 362 bâtiments dénombrés sur la commune en 2019, 70 sont en aléa moyen ou fort, soit 19 %, à comparer aux 81 % au niveau départemental et 54 % au niveau national. Une cartographie de l'exposition du territoire national au retrait gonflement des sols argileux est disponible sur le site du BRGM,.
Par ailleurs, afin de mieux appréhender le risque d’affaissement de terrain, l'inventaire national des cavités souterraines permet de localiser celles situées sur la commune.
La commune a été reconnue en état de catastrophe naturelle au titre des dommages causés par les inondations et coulées de boue survenues en 1982, 1983, 1993 et 1999. Concernant les mouvements de terrains, la commune a été reconnue en état de catastrophe naturelle au titre des dommages causés par des mouvements de terrain en 1999.

#### Risque particulier
Dans plusieurs parties du territoire national, le radon, accumulé dans certains logements ou autres locaux, peut constituer une source significative d’exposition de la population aux rayonnements ionisants. Certaines communes du département sont concernées par le risque radon à un niveau plus ou moins élevé. Selon la classification de 2018, la commune de Pressignac est classée en zone 3, à savoir zone à potentiel radon significatif.

## Démographie

### Évolution démographique
L'évolution du nombre d'habitants est connue à travers les recensements de la population effectués dans la commune depuis 1793. Pour les communes de moins de 10 000 habitants, une enquête de recensement portant sur toute la population est réalisée tous les cinq ans, les populations de référence des années intermédiaires étant quant à elles estimées par interpolation ou extrapolation. Pour la commune, le premier recensement exhaustif entrant dans le cadre du nouveau dispositif a été réalisé en 2007.

En 2022, la commune comptait 379 habitants, en évolution de +4,12 % par rapport à 2016 (Charente : −0,48 %, France hors Mayotte : +2,11 %).
| 1793  | 1800  | 1806  | 1821  | 1831  | 1841  | 1846  | 1851  | 1856  |
| ----- | ----- | ----- | ----- | ----- | ----- | ----- | ----- | ----- |
| 1 304 | 1 669 | 1 056 | 1 198 | 1 277 | 1 446 | 1 504 | 1 511 | 1 463 |

| 1861  | 1866  | 1872  | 1876  | 1881  | 1886  | 1891  | 1896  | 1901  |
| ----- | ----- | ----- | ----- | ----- | ----- | ----- | ----- | ----- |
| 1 409 | 1 470 | 1 366 | 1 315 | 1 362 | 1 434 | 1 509 | 1 504 | 1 515 |

| 1906  | 1911  | 1921  | 1926  | 1931  | 1936  | 1946 | 1954 | 1962 |
| ----- | ----- | ----- | ----- | ----- | ----- | ---- | ---- | ---- |
| 1 525 | 1 354 | 1 178 | 1 109 | 1 041 | 1 010 | 934  | 790  | 781  |

| 1968 | 1975 | 1982 | 1990 | 1999 | 2006 | 2007 | 2012 | 2017 |
| ---- | ---- | ---- | ---- | ---- | ---- | ---- | ---- | ---- |
| 665  | 577  | 519  | 477  | 449  | 430  | 427  | 389  | 349  |

| 2022 | - | - | - | - | - | - | - | - |
| ---- | - | - | - | - | - | - | - | - |
| 379  | - | - | - | - | - | - | - | - |

D’après le recensement Insee de 2007, Pressignac compte 427 habitants (soit une diminution de 5 % par rapport à 1999). La commune occupe le 18 047e rang au niveau national, alors qu'elle était au 16 449e en 1999, et le 183e au niveau départemental sur 404 communes.
L'évolution du nombre d'habitants est connue à travers les recensements de la population effectués à Pressignac depuis 1793. Le maximum de la population a été atteint  1800 avec 1 669 habitants.

### Pyramide des âges
La population de la commune est relativement âgée.
En 2018, le taux de personnes d'un âge inférieur à 30 ans s'élève à 17,6 %, soit en dessous de la moyenne départementale (30,2 %). À l'inverse, le taux de personnes d'âge supérieur à 60 ans est de 55,8 % la même année, alors qu'il est de 32,3 % au niveau départemental.
En 2018, la commune comptait 161 hommes pour 186 femmes, soit un taux de 53,6 % de femmes, largement supérieur au taux départemental (51,59 %).
Les pyramides des âges de la commune et du département s'établissent comme suit.
| Hommes | Classe d’âge | Femmes |
| ------ | ------------ | ------ |
| 1,3    | 90 ou +      | 2,7    |
| 15,0   | 75-89 ans    | 24,0   |
| 37,3   | 60-74 ans    | 30,8   |
| 22,9   | 45-59 ans    | 15,0   |
| 8,5    | 30-44 ans    | 7,7    |
| 8,6    | 15-29 ans    | 10,0   |
| 6,5    | 0-14 ans     | 9,7    |

| Hommes | Classe d’âge | Femmes |
| ------ | ------------ | ------ |
| 1      | 90 ou +      | 2,7    |
| 9,2    | 75-89 ans    | 12     |
| 20,6   | 60-74 ans    | 21,3   |
| 20,7   | 45-59 ans    | 20,3   |
| 16,8   | 30-44 ans    | 16     |
| 15,6   | 15-29 ans    | 13,4   |
| 16,1   | 0-14 ans     | 14,3   |

## Économie

### Taux de chômage
En 1999, le taux de chômage était de 14,2 % (moyenne nationale 12,9 %). Les données de 2006 laissent apparaitre un taux de chômage pour la zone d'emploi dont fait partie la commune de 7 % (moyenne nationale 8,8 %).

### Secteur primaire

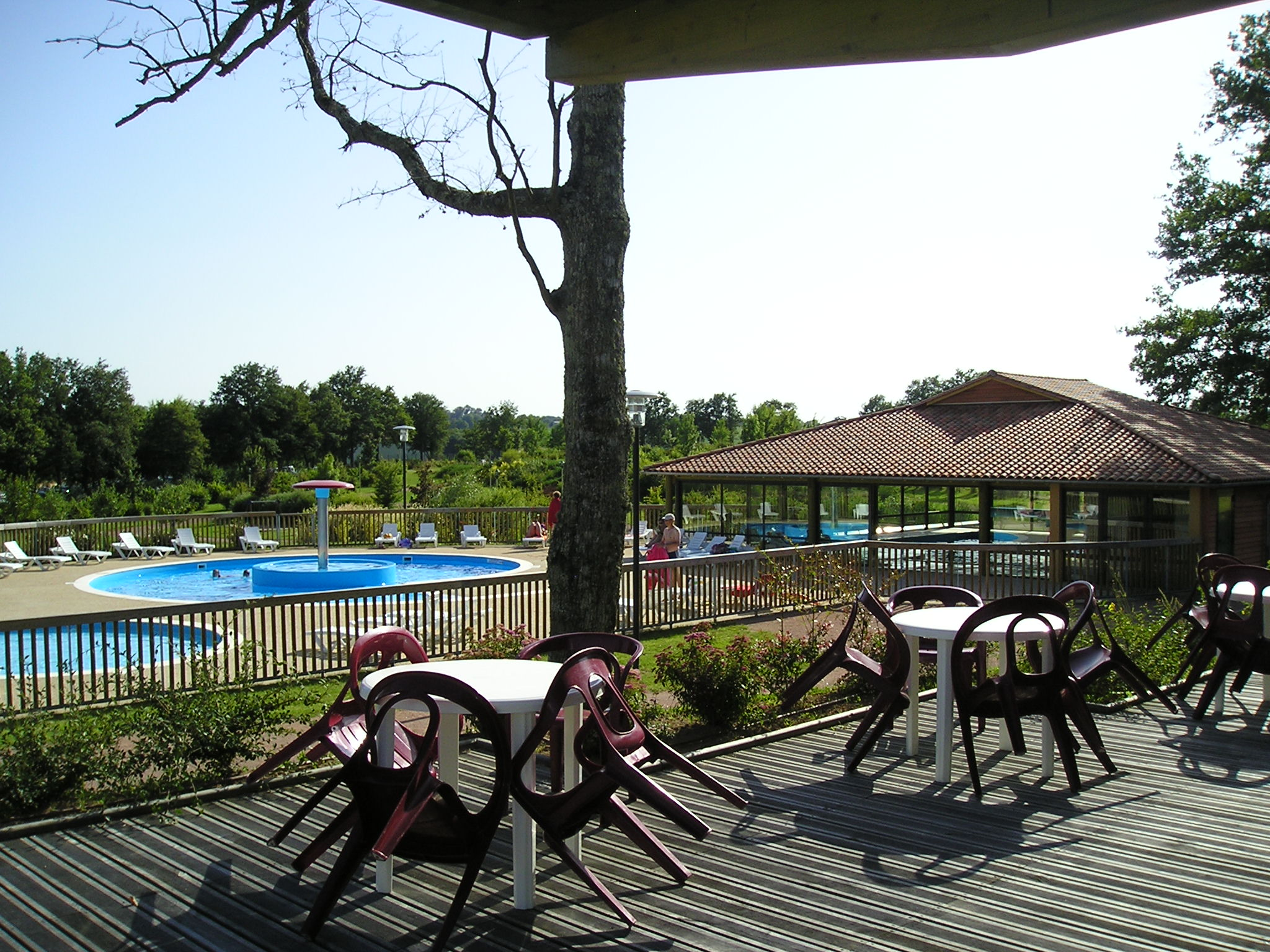
Camping des lacs de Haute-Charente.

- Bovins, ovins, porcins.
- Vigne.
- Vergers.
- Horticulture.

### Secteur secondaire
- Menuiserie - charpentes

### Secteur tertiaire
- Gites ruraux.
- Tourisme rural : lacs de Haute-Charente (plage de la Guerlie : restaurant, camping), centre équestre dans le bourg.

## Culture et patrimoine

### Culture

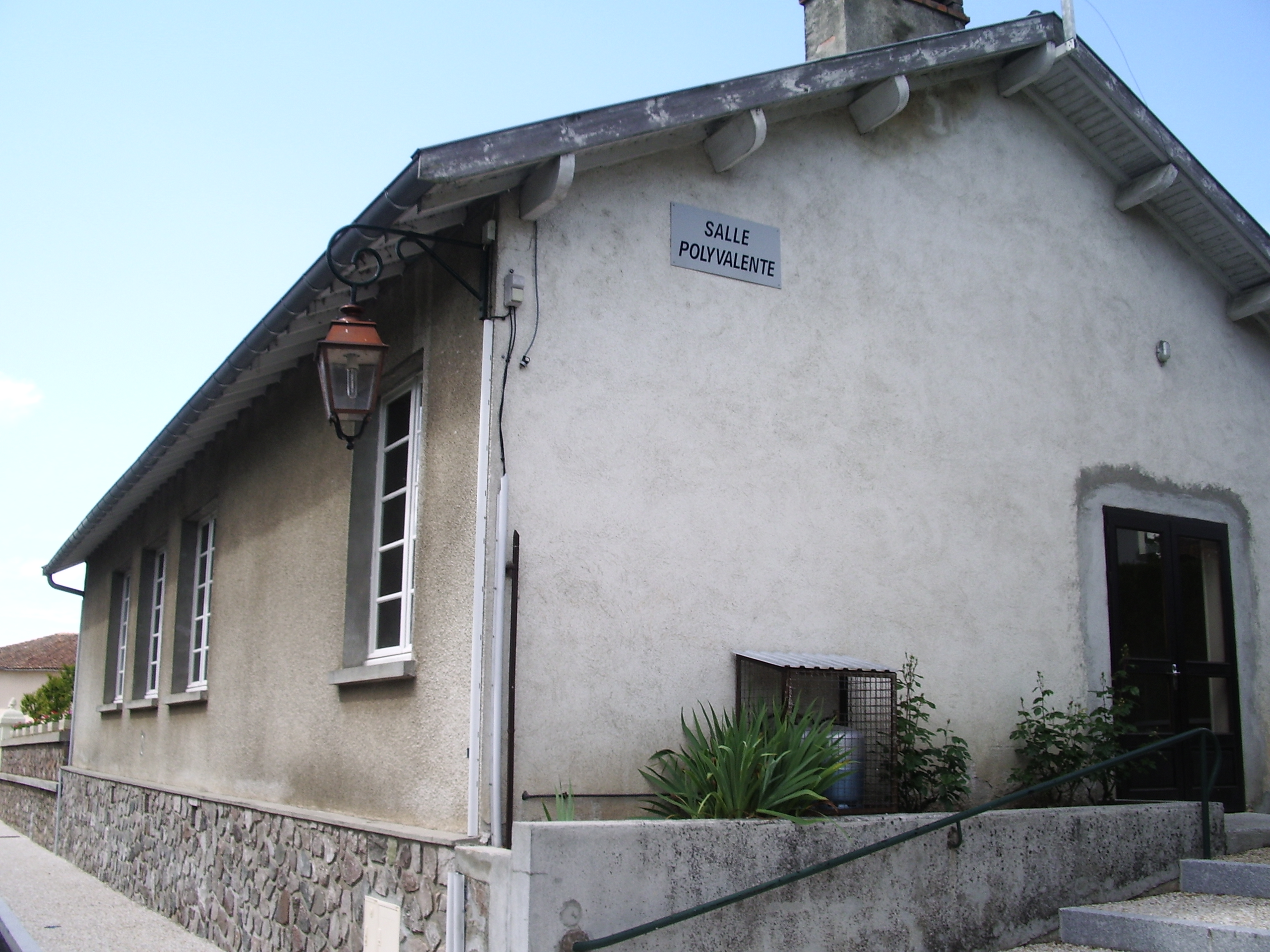
Salle des fêtes de Pressignac.

Une salle des fêtes en centre-bourg propose à travers les associations de la commune et la municipalité diverses animations et repas festifs tout le long de l'année. Un parking a été spécialement aménagé à proximité.

### Patrimoine civil

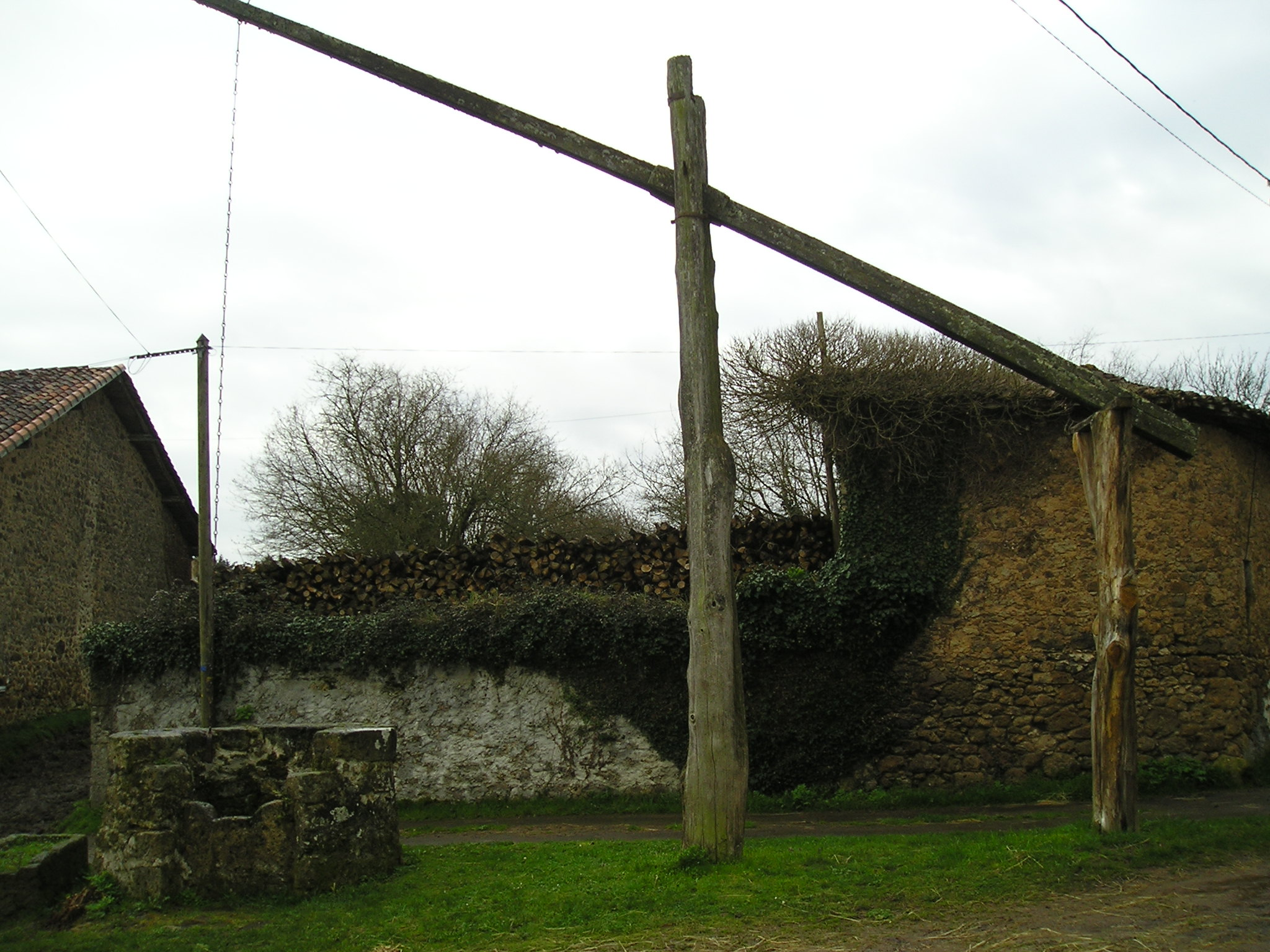
Cigogne de Pers.

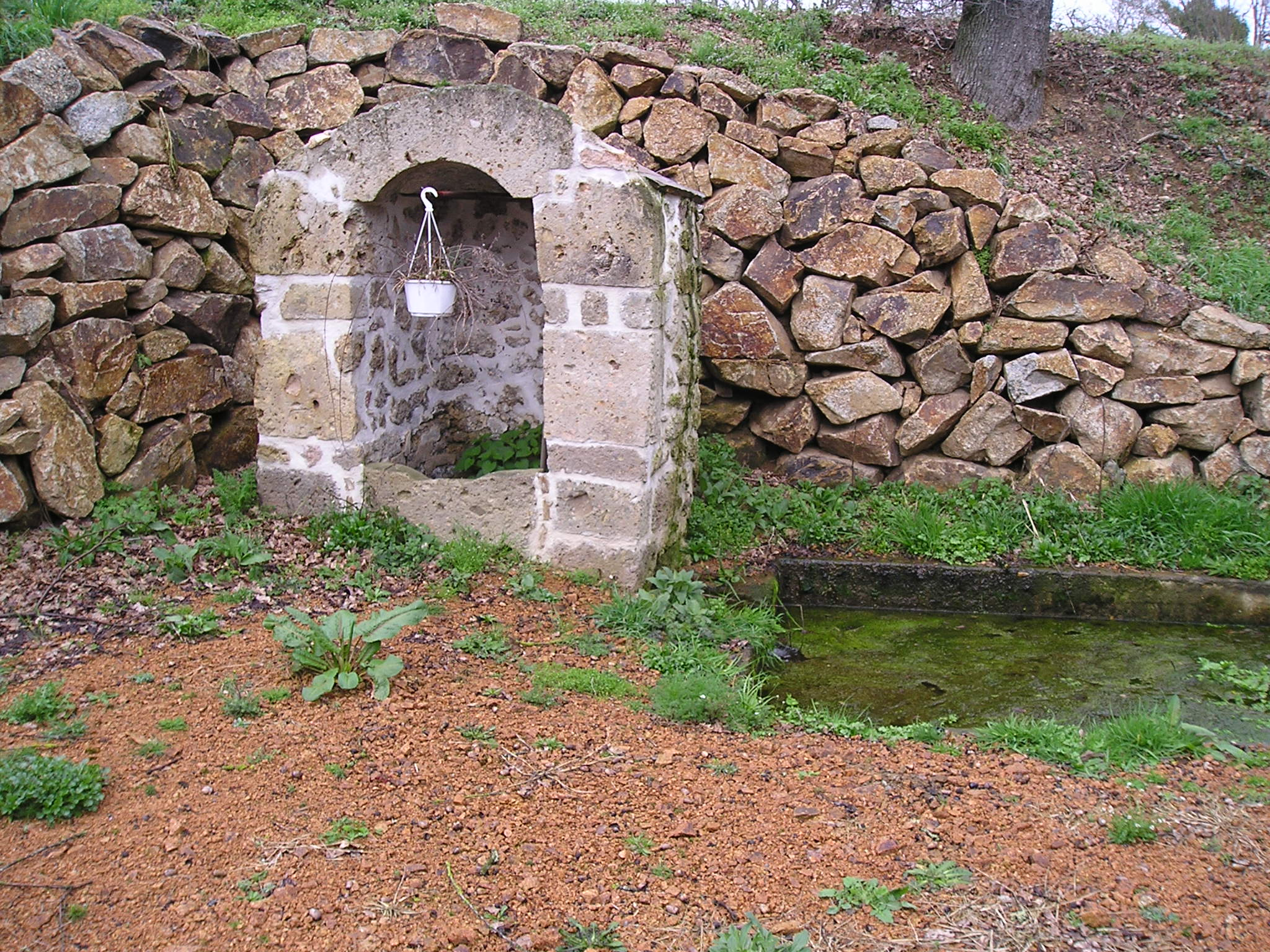
Fontaine restaurée au lieu-dit Les Gouttes.

- Château de La Chauffie (ruines) du XVe et XVIIe siècles.
- Château du Bonethève, édifié en 1878.
- La cigogne de Pers est une machine à tirer l'eau d'un puits, comprenant un pivot formé par les deux branches d'un même tronc, un fléau de sept mètres de long articulé sur l'axe métallique traversant le haut des deux branches et reposant à l'arrière sur un autre tronc fourchu[54].
- Le monument aux morts, inauguré en 1923, est l'œuvre de l'entrepreneur Boulesteix. La commune a payé un lourd tribut durant les différentes guerres : cinquante-huit morts en 14-18, neuf en 39-45 et un en Indochine.
- La mairie et les anciennes écoles ont été construites en 1883. On y trouve un buste de Marianne datant lui de 1938.
- Trois lavoirs, celui du bourg (route de Verneuil), celui de Chez Martin et celui de Foncevéranne (récemment restauré).
- De nombreuses fontaines, parfois en pierres, comme celles des Gouttes et de Foncevéranne, de Chez Martin, du Bournet, de Bors et de la Guerlie. Mais aussi une multitude d'autres, comme la Fontaine des fées, dans la vallée de la Grêne, celle du bourg (Saint-Martin) ou du chemin de Pomper, par exemple. Certaines avaient dit-on des vertus curatives et étaient l'objet de dévotions[55].

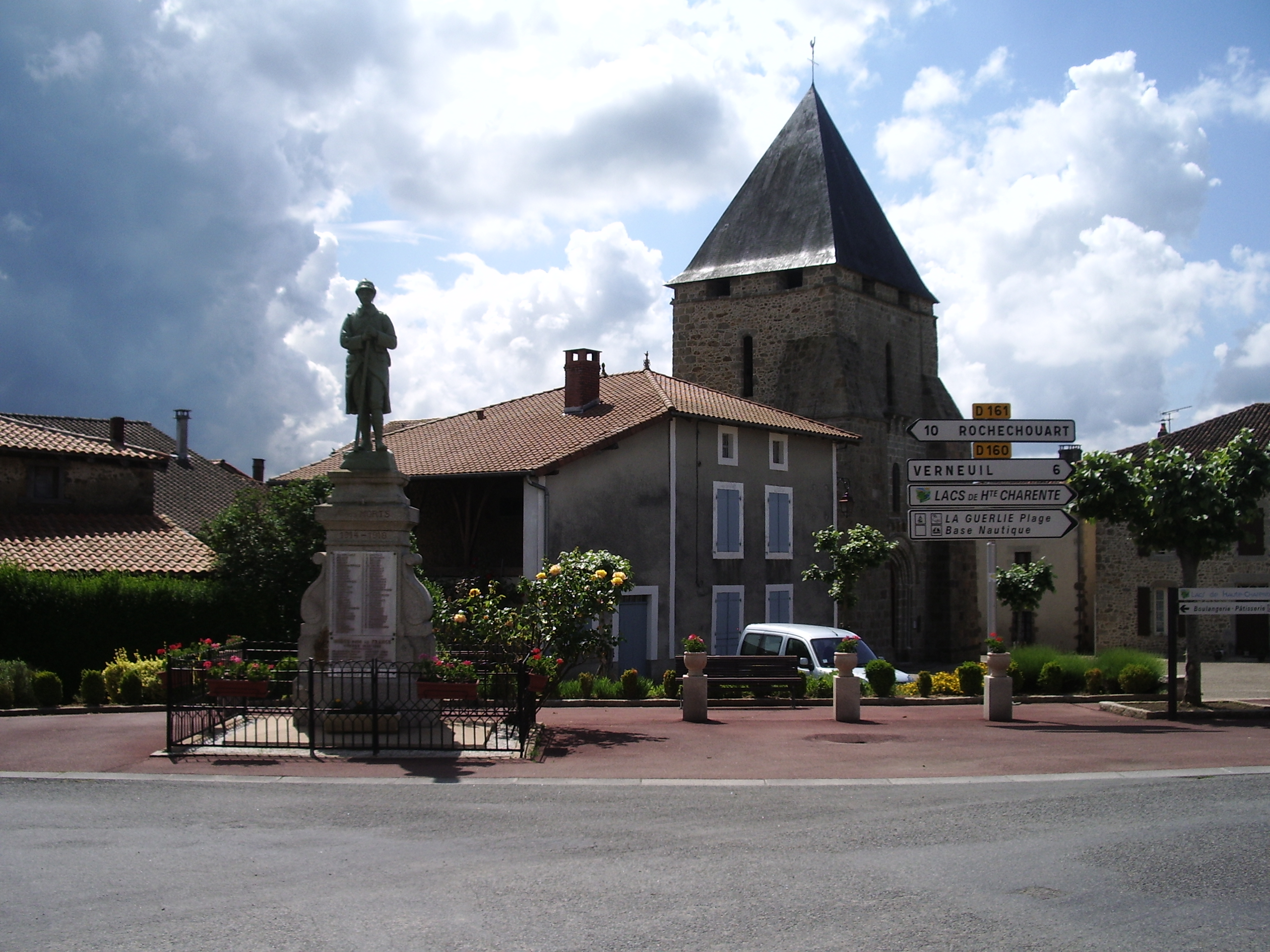
Monument aux morts et église de Pressignac.
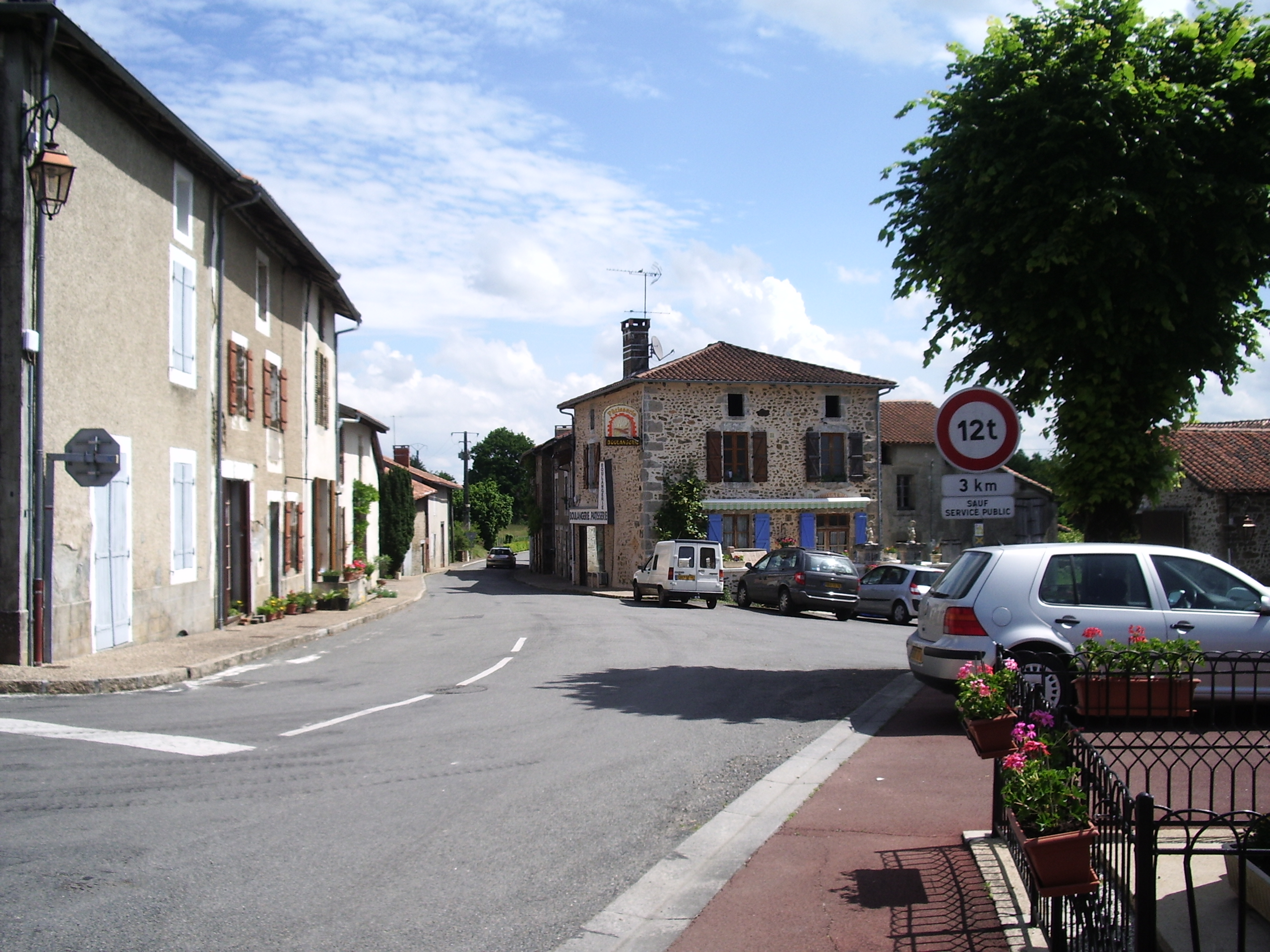
Vue vers la route de Rochechouart.
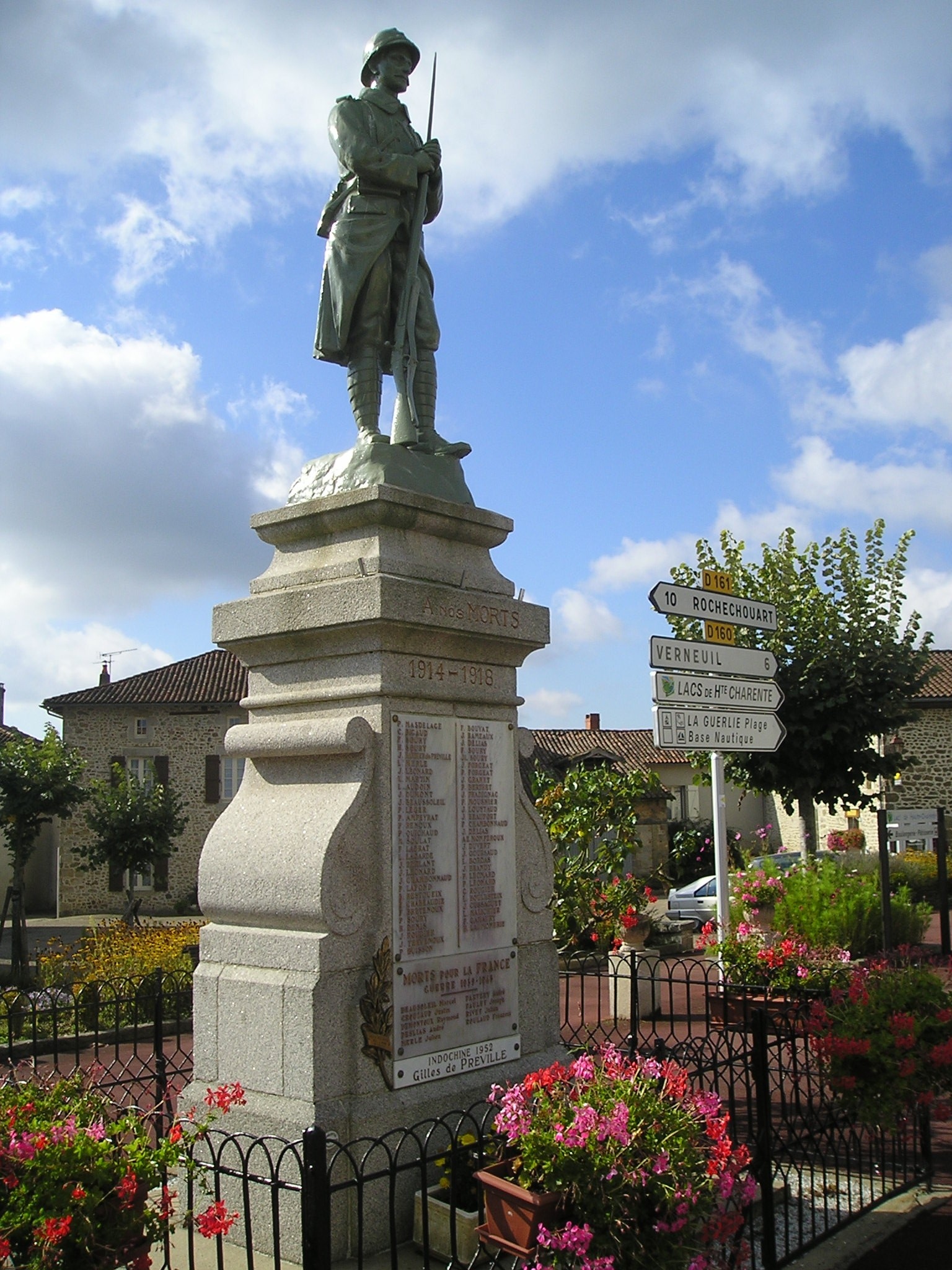
Monument aux morts.
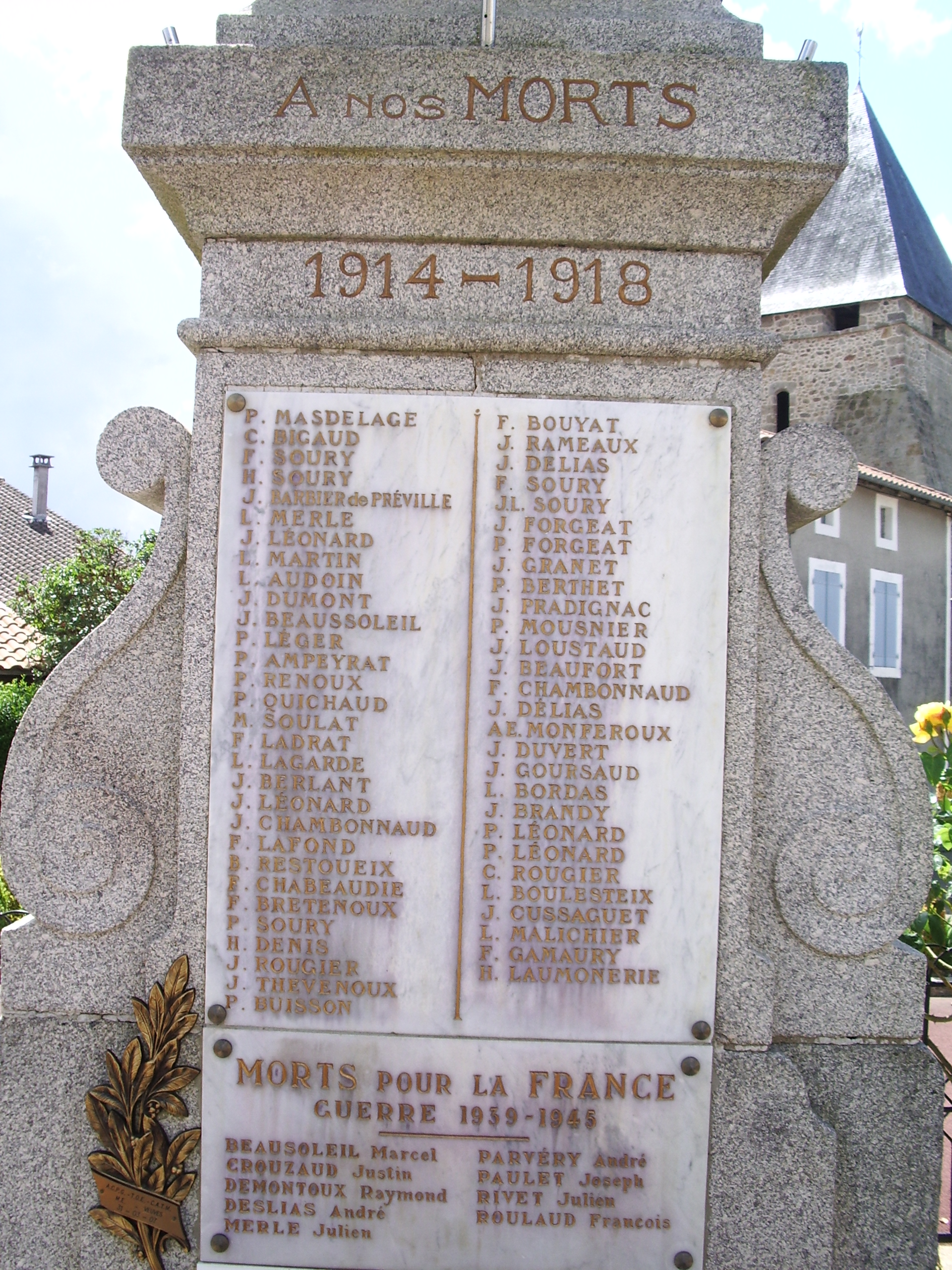
Monuments aux morts : détails.
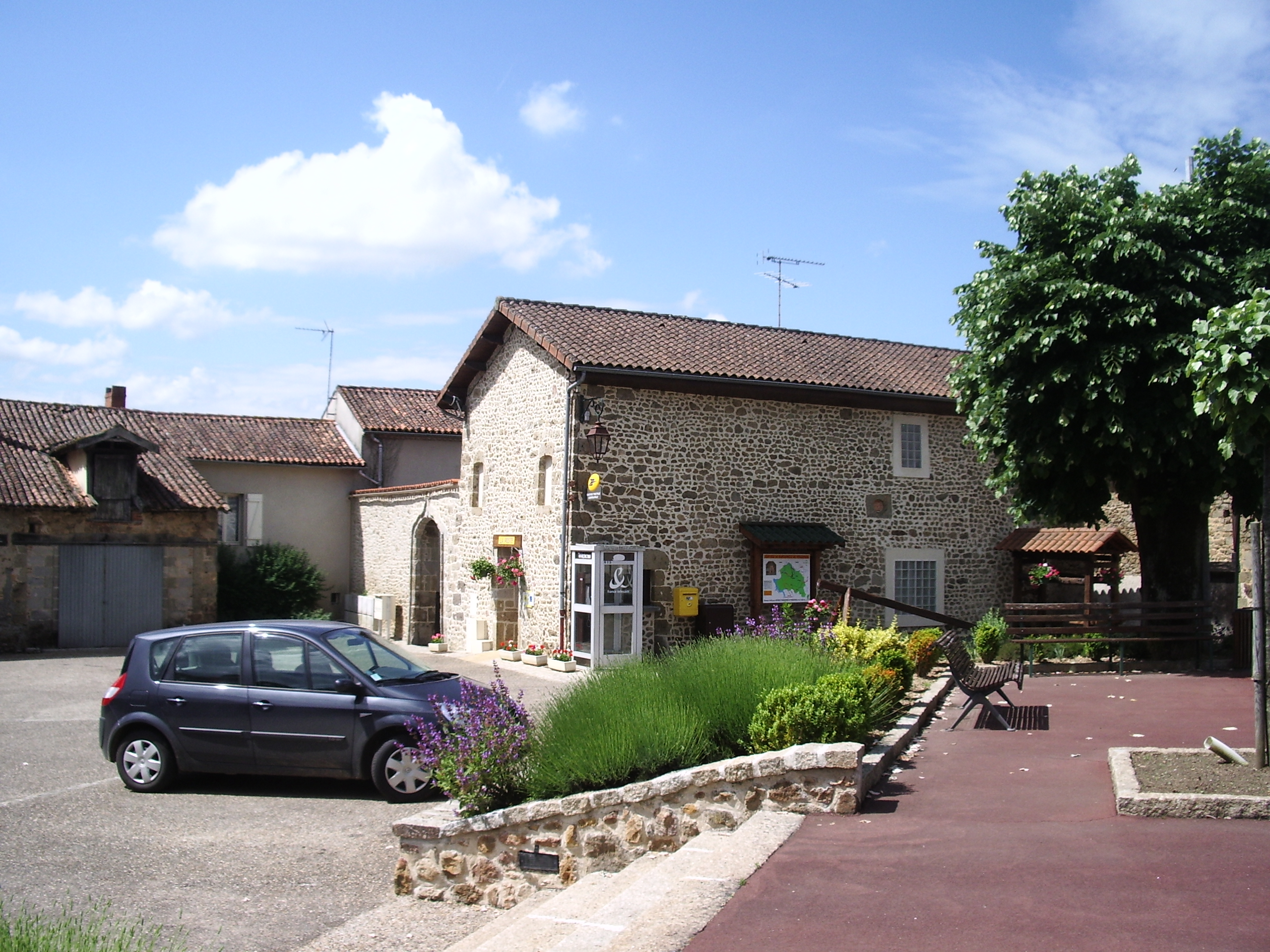
Poste de Pressignac
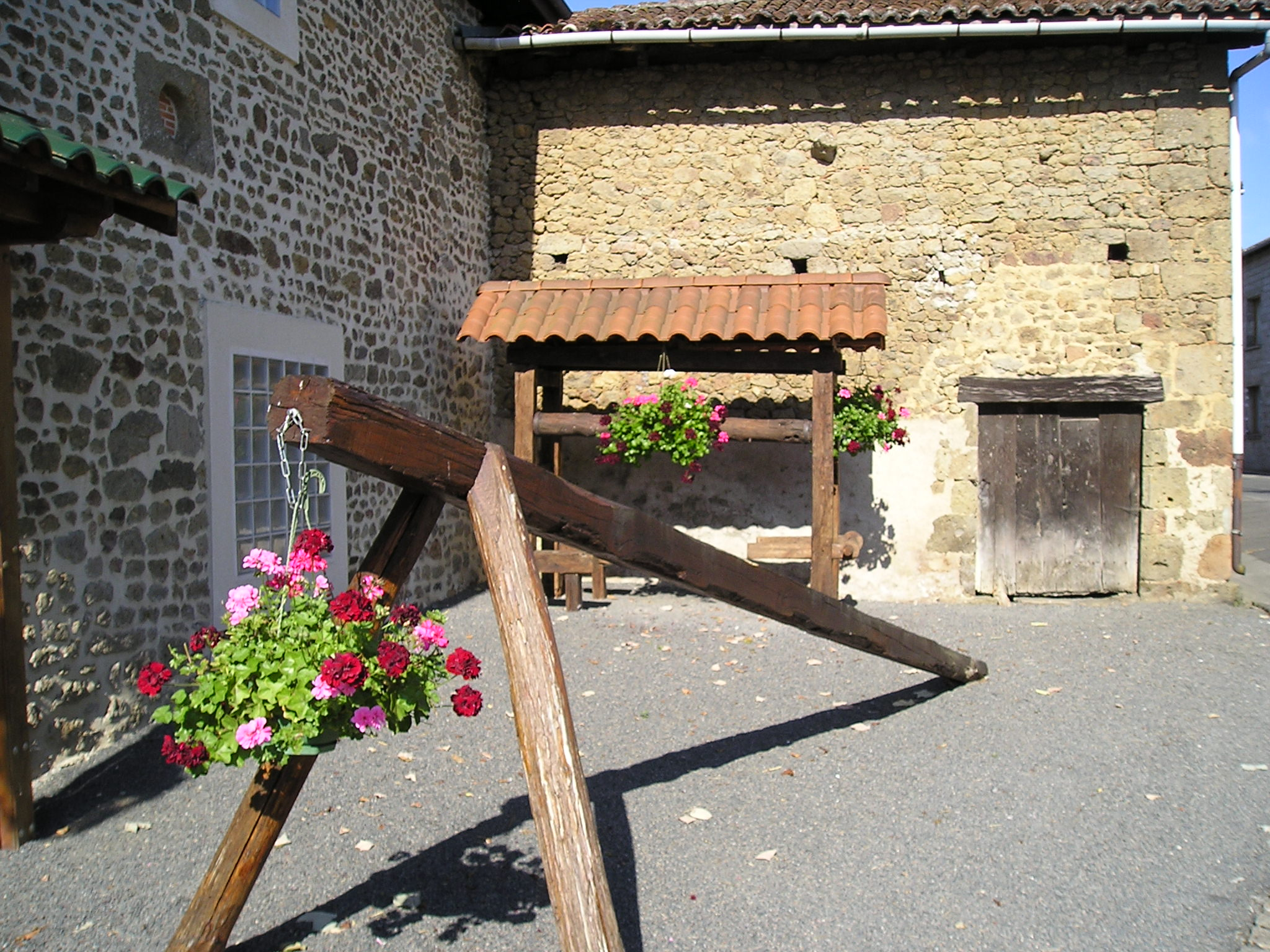
Travail et chèvre sur la place du village

### Patrimoine religieux

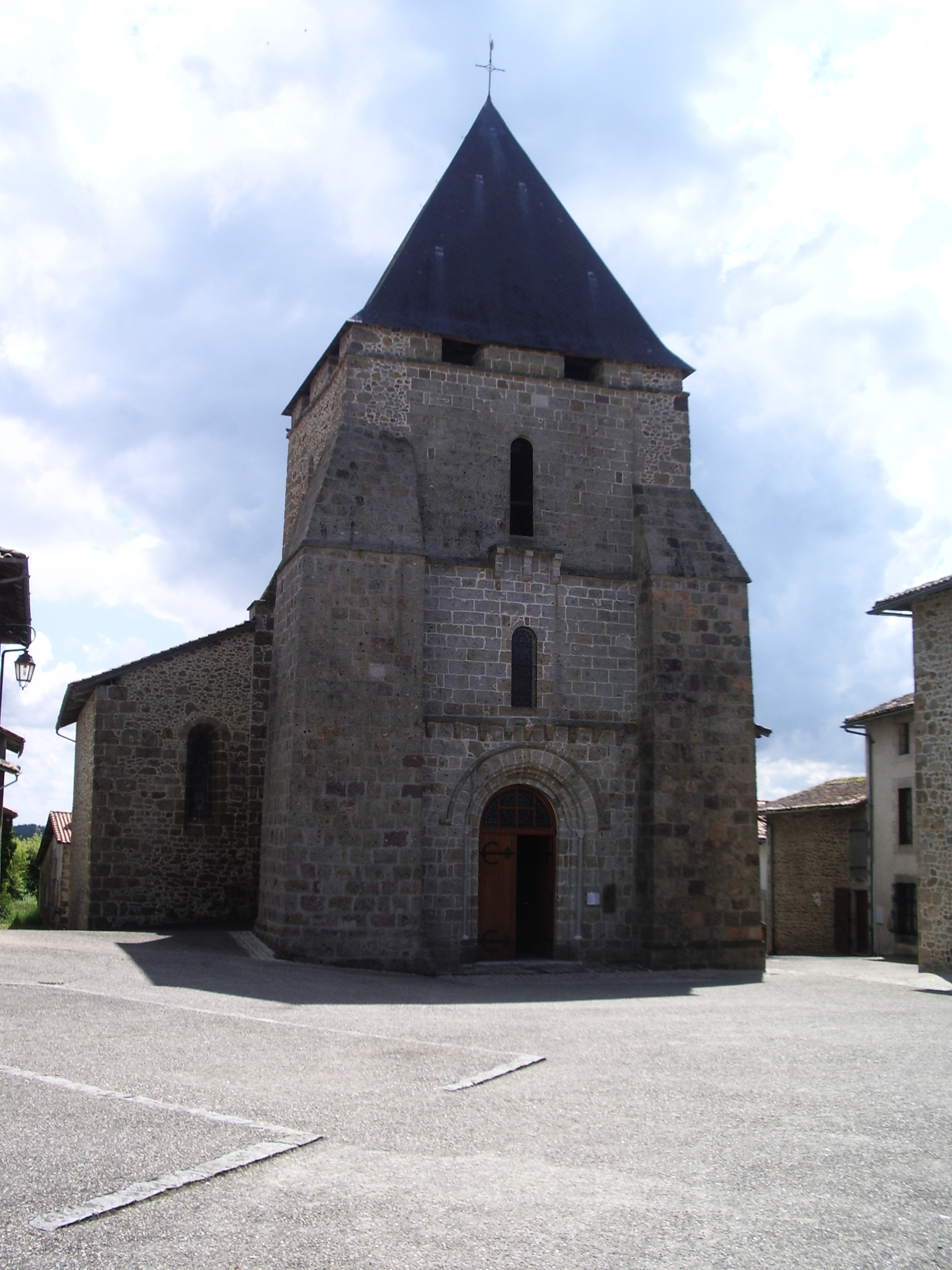
Église de Pressignac.

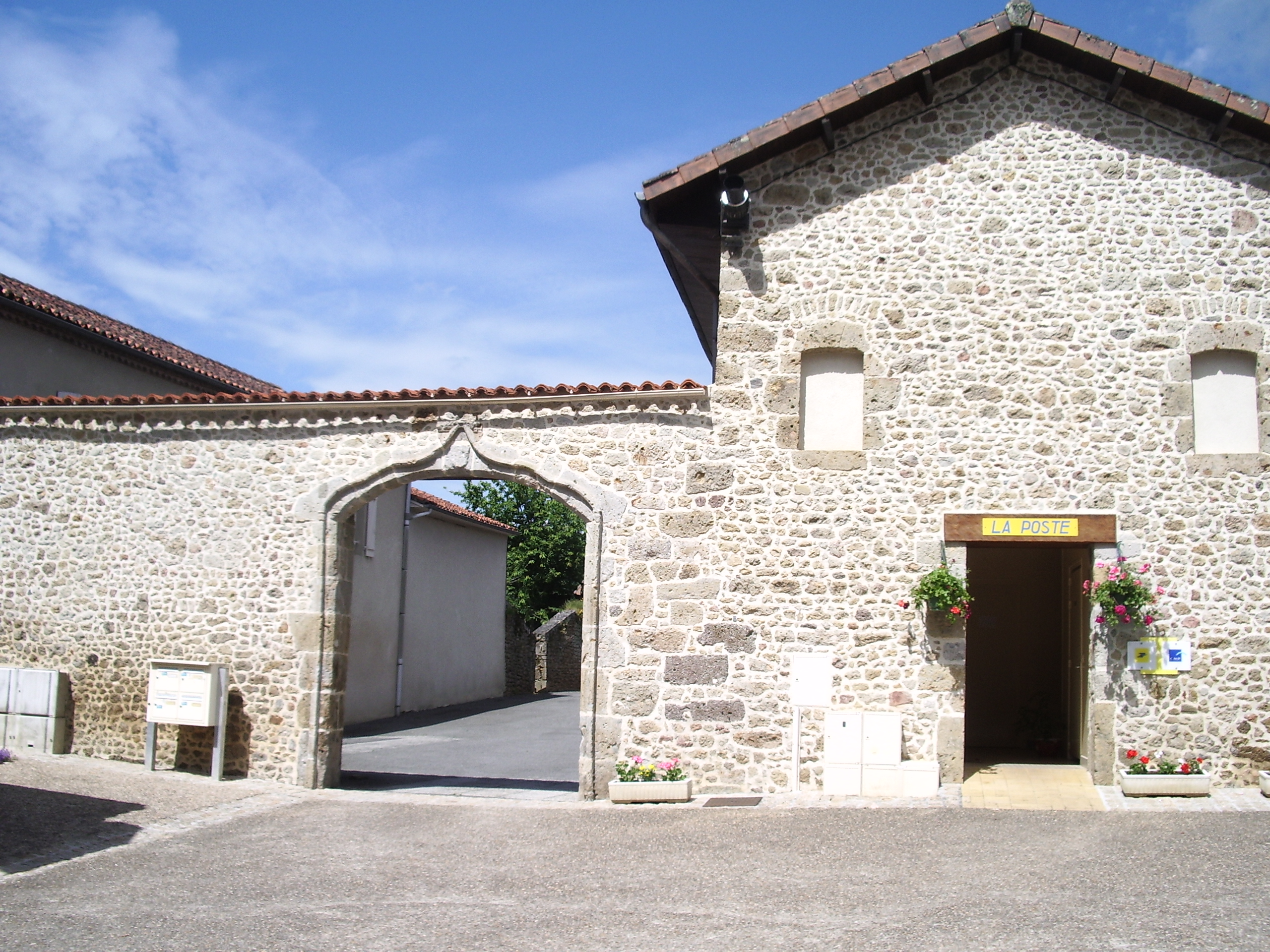
Portail du presbytère de Pressignac, XVe siècle.

- Église Saint-Martin : XIIe et XIIIe siècles. Style roman, chapelle gothique du XVe siècle. C’est une des rares églises de France à être bâtie en brèche d’impact, roche issue de la chute d'une météorite. Elle est composée d'une nef en berceau brisée, suivie d'une travée entre doubleaux, devant un chœur à chevet plat éclairée par un triplet. Le clocher massif est contrebuté par deux gros contreforts, sur lequel s'ouvre le portail des fidèles à deux rouleaux garnis d'un boudin, et encadrée par un cordon. Au-dessus il existe une baie, avec appui sur consoles, pouvant former une bretèche.
- Retable de Saint-Martin : XVIIe siècle. Style baroque. Composé de trois toiles de 1676, peintes par Laroche, représentant saint Martin partageant son manteau, saint Martin évêque de Tours, et des pèlerins devant son tombeau. Restauré en 1987-88 et 1991-92. Classé aux Monuments historiques en 1982[56].
- Retable de la remise du Rosaire : XVIIe siècle. Style baroque. Une toile représente la remise du Rosaire à saint Dominique et à sainte Catherine de Sienne par la Vierge et l’Enfant-Jésus. Restauré en 1995. Classé aux Monuments historiques en 1982[57].

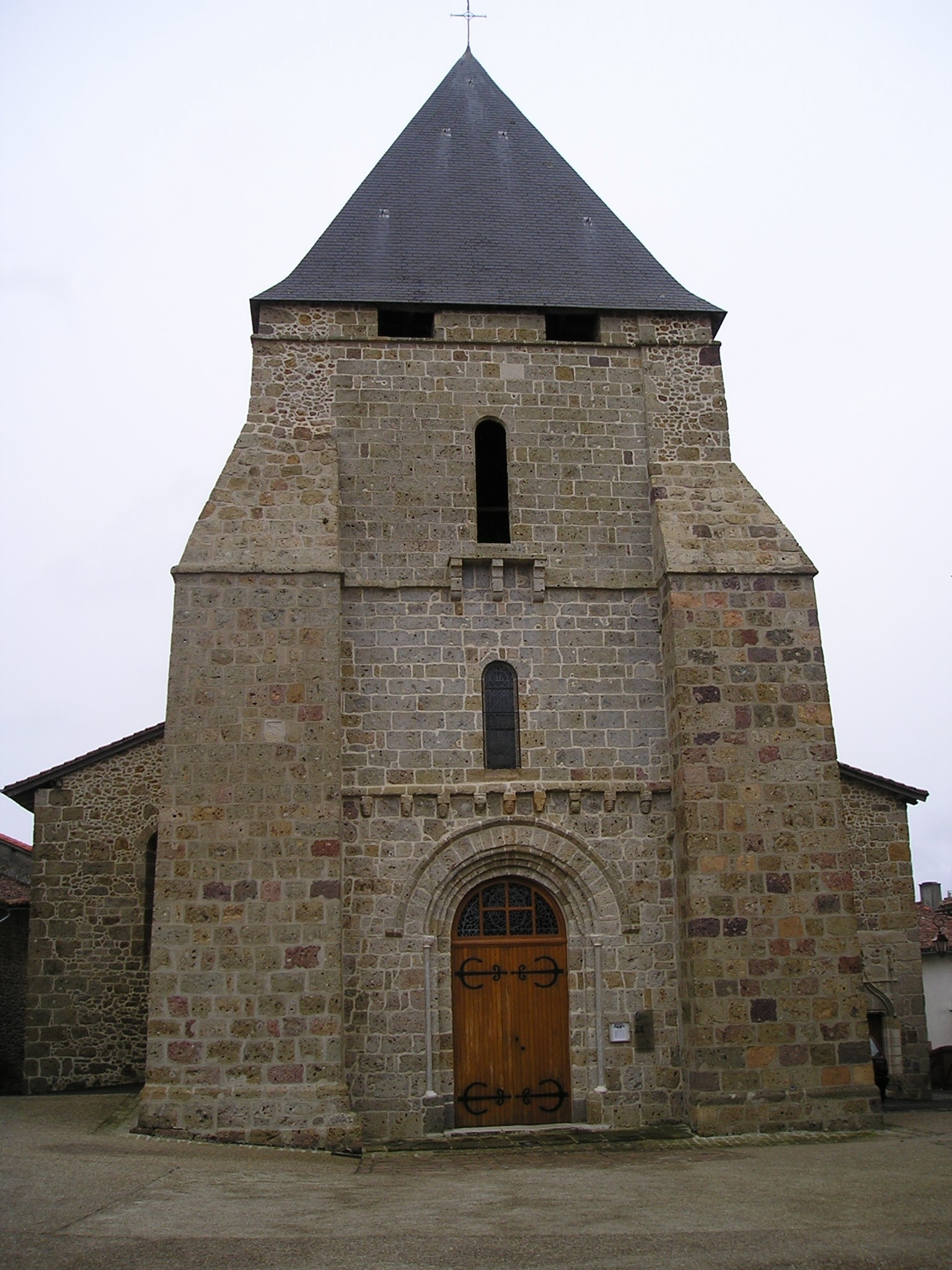
Église Saint-Martin de Pressignac.
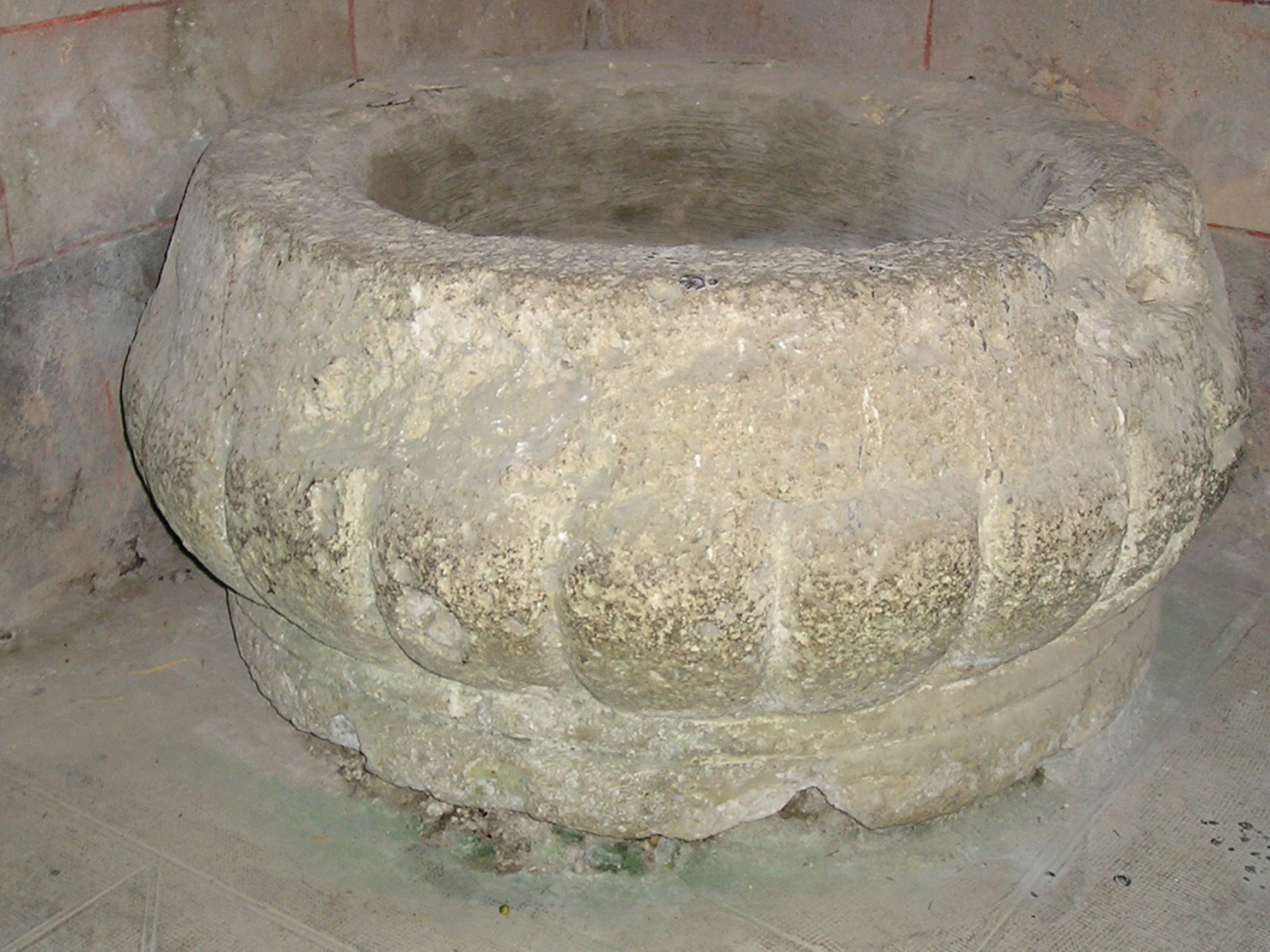
Fonts baptismaux en brèche d'impact.
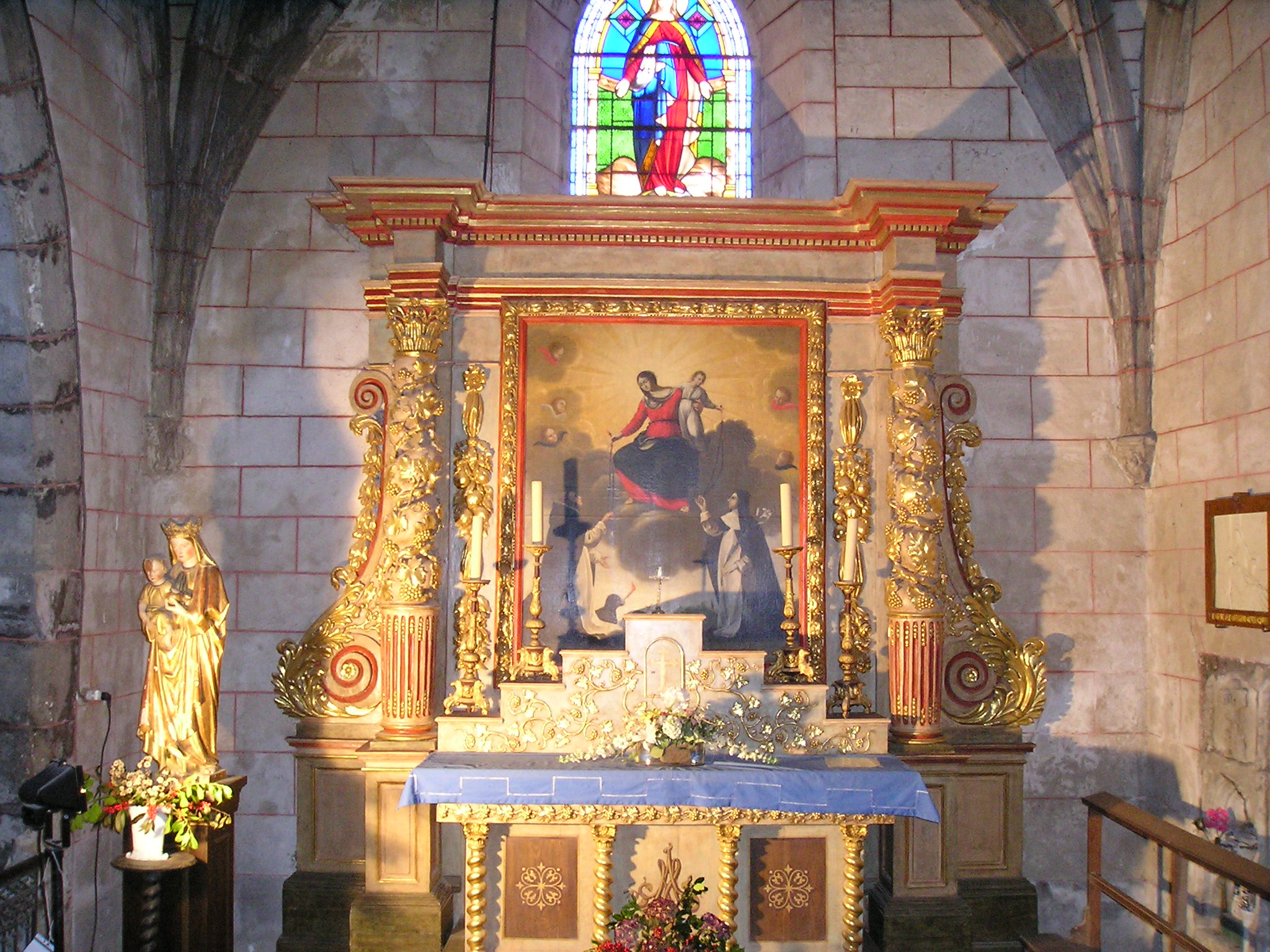
Retable du Rosaire.
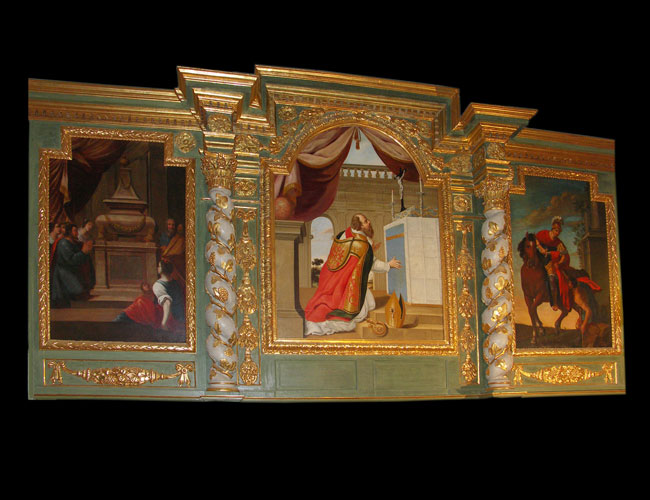
Retable Saint-Martin.

### Patrimoine environnemental

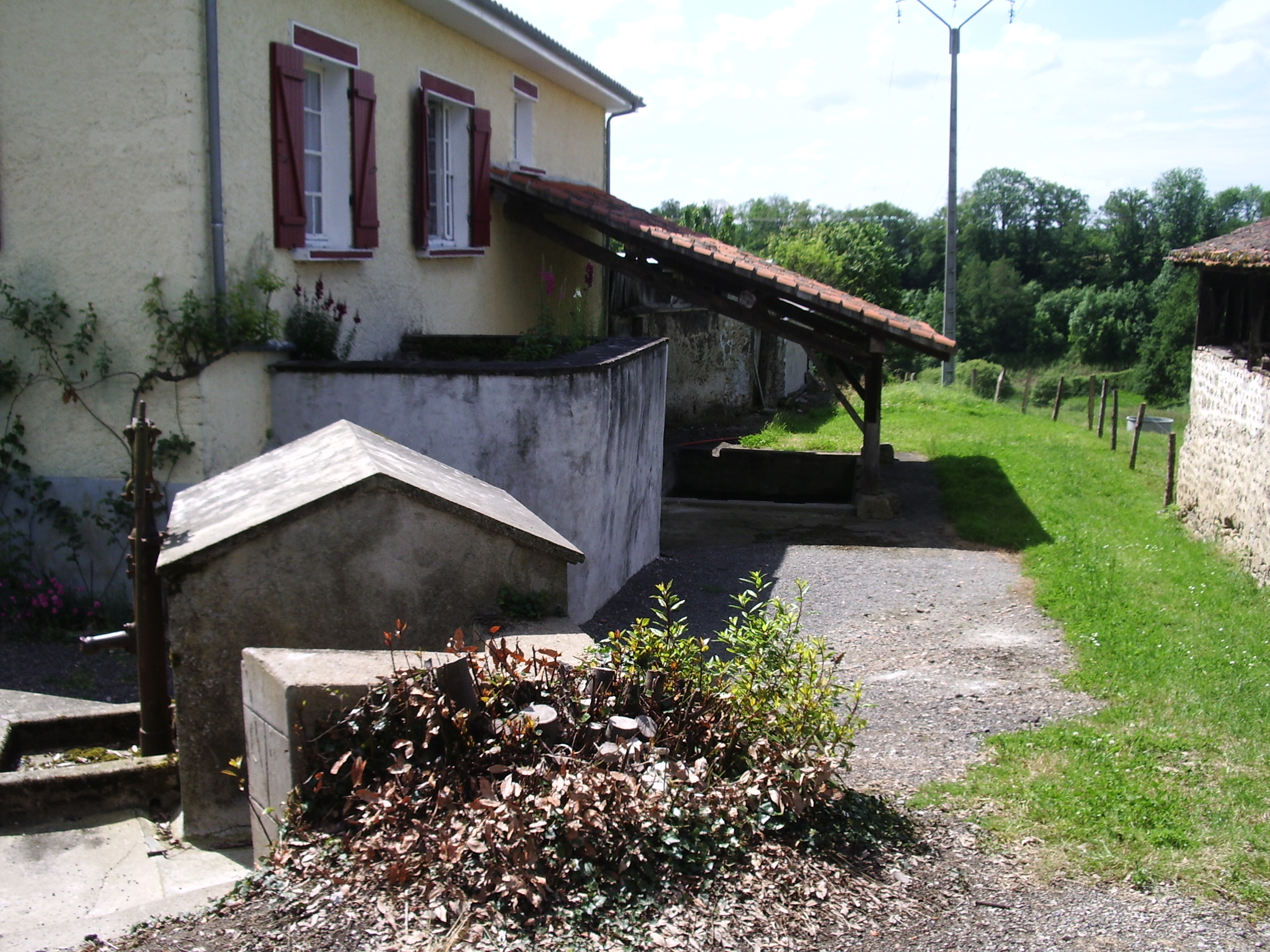
Fontaine Saint-Martin et lavoir, route de Verneuil.

- La Réserve naturelle nationale de l'astroblème de Rochechouart-Chassenon, un ensemble de 12 sites repartis sur les communes, Chéronnac, Rochechouart et Videix en Haute-Vienne et en Charente Chassenon et Pressignac[58].
- Plan d'eau de Lavaud sur la Charente (plage de la Guerlie accessible aux personnes à mobilité réduite, baignade surveillée, camping, restaurant, mini-golf, pédalos, centre équestre).
- Étang de la Chauffie (étang à carpes) : il fut aménagé à la fin du XVe siècle sur la propriété du château de la Chauffie. Racheté par la commune en 1980, l'espace de 10 hectares est aménagé en lieu de détente[59].
- Vallée de la Grêne.

Le sentier de grande randonnée 48 traverse la commune pour rejoindre Rochechouart ou Confolens au pays de la mandragore.
Un sentier d'interprétation sur la chute de la météorite (sentier Jean-Claude Martin) a été inauguré en 2014 à Valette.

### Aux alentours

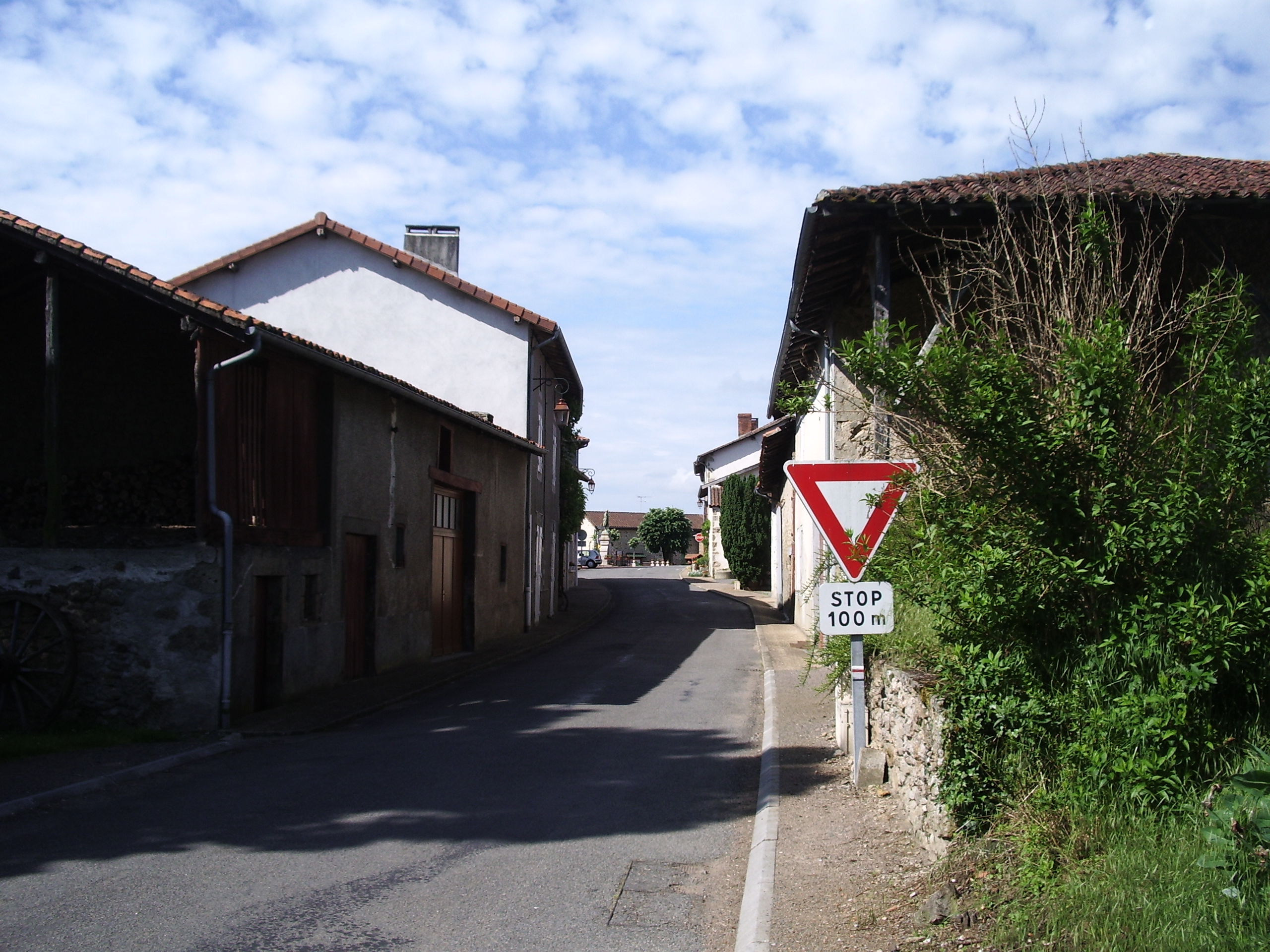
Entrée du bourg de Pressignac, route de Rochechouart.

- Chassenon : thermes gallo-romains de Cassinomagus.
- Étagnac : château de Rochebrune.
- Rochechouart : château de Rochechouart.
- Lacs de Haute-Charente.

## Vie locale

### Vie associative
Pressignac possède des associations participant à l'animation de la commune : les anciens combattants et prisonniers de guerre, l'association nature et randonnée qui propose des randonnées pédestres le long de chemins balisés ainsi que diverses festivités, le club des aînés,le comité des usagers du territoire de la météorite (Cutem), le comité d'animation, le comité de pêche de l'étang de la Chauffie et la société de chasse.

### Cultes

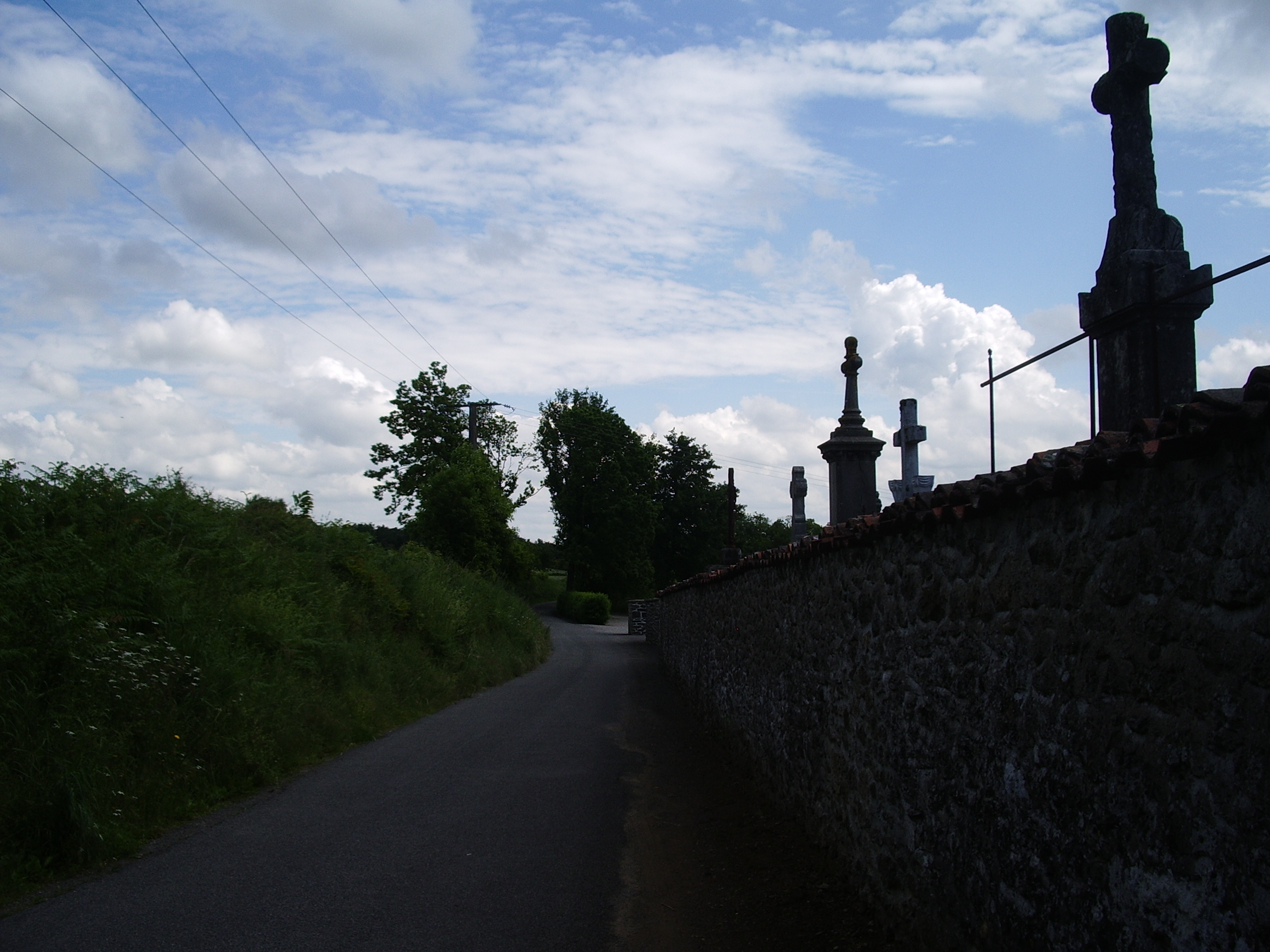
Chemin du cimetière de Pressignac.

L'Église catholique est représentée actuellement par l'abbé Michel Fernandez, curé de Confolens.

## Personnalités liées à la commune
- André Soury (1924-2012), homme politique membre du parti communiste français et écrivain, député de la Charente de 1956 à 1958 et de 1978 à 1986 et maire de Pressignac de 1977 à 1999.
- André Berland (1940-2025), historien et biographe régional, a écrit une monographie sur la commune.